# F-15E Strike Eagle
F-15E Strike Eagle (укр. «Страйк Іґл») — американський двомісний багатоцільовий винищувач, створений на базі F-15 Eagle. Був розроблений у 1980-х роках для завдання авіаударів по високозахищених цілях без застосування літаків супроводження чи радіоелектронної боротьби. Перший політ F-15E відбувся 11 грудня 1986 року.
Літаки цього типу застосовувалися в бойових операціях на території Іраку, Югославії, Афганістану, Ємену та Лівії. Під час них F-15E завдавали авіаударів по важливих цілях, здійснювали безпосередню підтримку союзних військ та повітряне патрулювання.
Основний користувач — американські повітряні сили, крім того F-15E поставлявся на експорт в Ізраїль, Саудівську Аравію, Південну Корею та Сингапур. Станом на кінець 2013 року вироблено 422 літаки.

## Історія створення

### Походження
McDonnell Douglas F-15 Eagle розроблявся як заміна для McDonnell Douglas F-4 Phantom II ПС США, але на відміну від останнього він створювався як винищувач завоювання переваги в повітрі і рідко розглядався як ударний літак. Тим більше, категорично проти застосування F-15 як бомбардувальника виступали його розробники. В ході експлуатації F-15 зарекомендував себе як дуже успішний винищувач, отримавши понад 100 повітряних перемог без втрат з власної сторони.
Незважаючи на відсутність зацікавленості з боку Пентагону, McDonnell Douglas почав роботу над проєктом ударної версії F-15. Компанія розробляла літак як заміну для General Dynamics F-111 Aardvark і ударних варіантів F-4, а також для збільшення парку F-15-х. У 1978 році ПС США ініціювали програму Tactical All-Weather Requirement Study (TAWRS), яка розглядала пропозицію як McDonnell Douglas, так і інші варіанти, в тому числі подальшу закупку F-111F. В результаті цієї програми F-15 був рекомендований як майбутня ударна платформа для ПС США. У 1979 році компанії «McDonnell Douglas» та «Hughes» почали закриту співпрацю по розробці ударної версії F-15.
У рамках програми розробки F-15Е було перероблено другий прототип TF-15A (серійний номер 71-0291). Літак, відомий як «демонстратор передових можливостей», здійснив свій перший політ 8 липня 1980 року. Він попередньо використовувався для випробування конформних паливних баків, розроблених спочатку для F-15 під назвою «FAST Pack». Згодом на нього було встановлено прилад для лазерного підсвічення цілі, що дозволило літаку самостійно застосовувати бомби з лазерним наведенням. Демонстратор було вперше показано в 1980 році під час авіапоказу у Фарнборо.

### Програма ETF
У березні 1981 року ПС США оголосили конкурс на створення тактичного ударного літака Enhanced Tactical Fighter (ETF; укр. «Покращений тактичний винищувач») для заміни F-111 Aardvark. Програма була пізніше перейменована на Dual-Role Fighter (DRF; укр. «Багатофункціональний винищувач»). Концепція літака передбачала можливість здійснення авіаударів по наземних цілях у глибині території противника, без покладання на супровід винищувачів чи допомогу літаків радіоелектронної боротьби. На конкурс General Dynamics представила F-16XL, а McDonnell Douglas у свою чергу F-15E. Також брав участь у конкурсі європейський Panavia Tornado, але через недостатні можливості вести повітряні бої та той факт, що літак був неамериканського виробництва, він ніколи серйозно не розглядався.
Оцінювальна команда під керівництвом бригадного генерала Рональда Уілборна Йетса працювала з 1981 по 30 квітня 1983 рр. Під час її роботи F-15E здійснив понад 200 польотів, продемонструвавши злітну вагу в 34 тони та можливість нести 16 різних конфігурацій озброєння. Для участі в конкурсі McDonnell Douglas окрім «демонстратора передових можливостей» задіяла ще три F-15, серійні номери: 78-0468, 80-0055 та 81-0063. Одномоторний F-16XL був багатообіцяючим проєктом через застосування на ньому вигнутого дельтавидного крила, яке значно підвищувало його льотно-технічні характеристики. В залежності від того, яка версія буде вибрана: одно- чи двомісна, літак отримував назву F-16E та F-16F відповідно. Однак 24 лютого 1984 року ПС США вибрали F-15E; причинами такого вибору були нижча вартість розробки F-15E в порівнянні з F-16XL (270 млн проти 470 млн US $), більший модернізаційний потенціал та наявність двох двигунів. ПС США спочатку планували закупити 400 літаків, але пізніше цифра була переглянута і зменшена до 392.

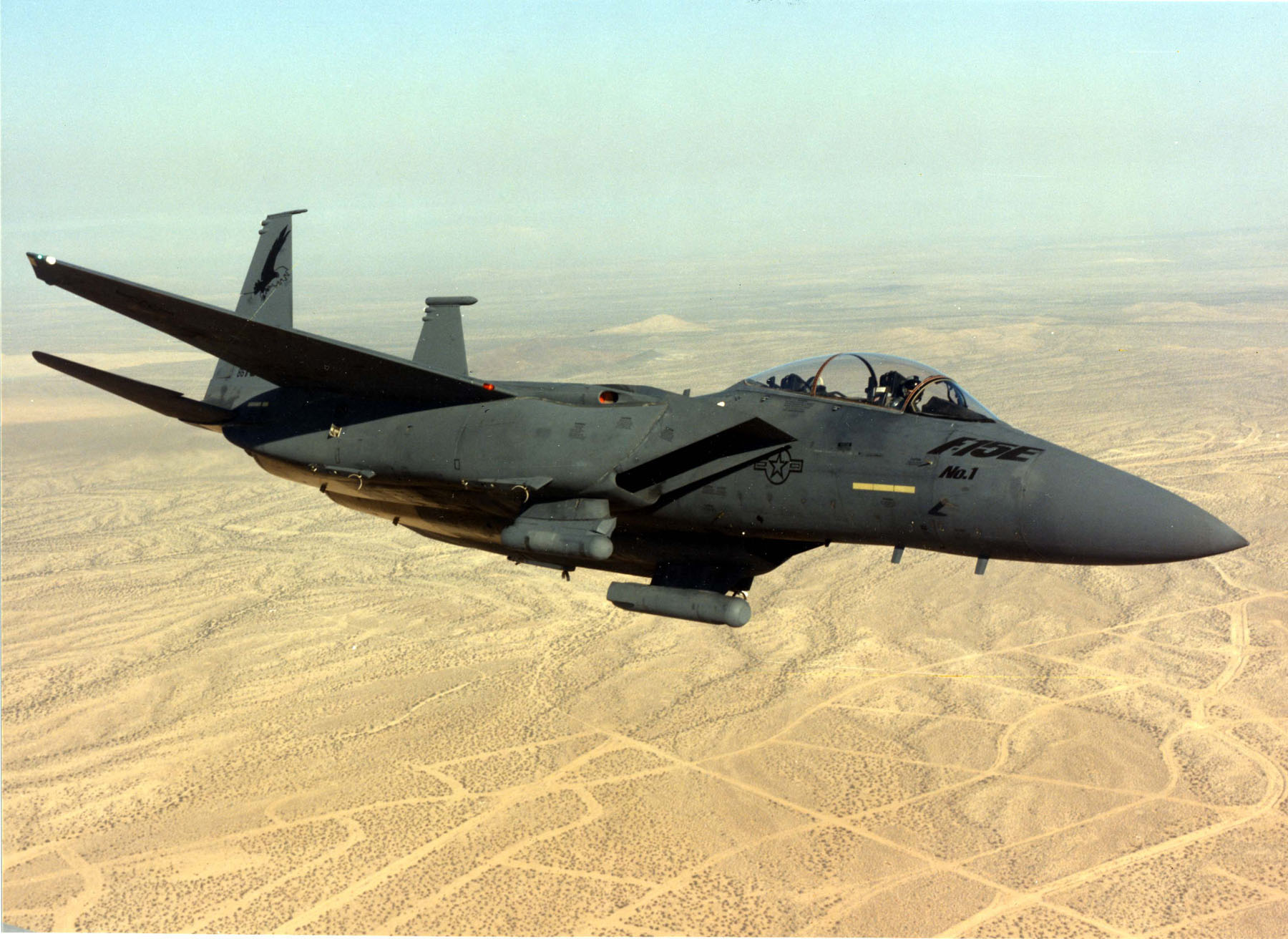
В польоті перший випущений F-15E (серійний номер 86-0183)

Виготовлення перших трьох F-15E почалося в липні 1985-го. Перший з них 86-0183, пілотований Гері Дженінгсом, здійснив свій перший політ 11 грудня 1986-го. Під час цього польоту, який тривав 75 хв., була досягнута швидкість 0,9 Маха та висота 12000 метрів. Цей літак мав увесь комплект авіоніки F-15E та перероблену передню частину фюзеляжу, але задня частина фюзеляжу та двигуни були аналогічні базовому F-15. Перший повністю укомплектований F-15E 86-0185 здійснив свій перший політ 31 березня 1987-го.
Перший серійний F-15E був поставлений у квітні 1988 року та включений до складу 405-го тактичного тренувального авіакрила, дислокованого на авіабазі Люк, штат Аризона. Перші F-15E заступили на бойове чергування 30 червня 1989 року на авіабазі Seymour Johnson, Північна Кароліна в складі 336-ї тактичної винищувальної ескадрильї 4-го винищувального авіакрила. Поставки F-15E для ПС США тривали до 2001 року, коли був поставлений останній із 236 замовлених літаків.
Крім того, були створені варіанти F-15E для Ізраїлю (F-15I), Саудівської Аравії (F-15S), Республіки Корея (F-15K) та Сингапуру (F-15SG).

### Програма модернізації та заміни
Для модернізації та продовження терміну експлуатації F-15, які стоять на озброєнні ПС США, в 2008—2017 рр. буде виділено 5,3 млрд $, із них на F-15Е — 3,2 млрд $. Модернізація передбачає заміну радара AN/APG-70 з механічним скануванням на AN/APG-82(V)1 з активною фазованою антенною решіткою. Новий радар, у порівнянні з попереднім, має кращі можливості для виявлення та супроводження цілей, надійніший, ефективніший та простіший в експлуатації. Спочатку радар носив назву AN/APG-63(V)4, але в 2009 році вона була змінена на нинішню — AN/APG-82. Новий радар включає в себе процесор AN/APG-79, який використовується на F/A-18E/F Super Hornet та антену AN/APG-63(V)3, який встановлюється на F-15С. Перший радар було поставлено Боїнгу для випробувань у 2010 році. Установка перших серійних радарів на літаки очікується в третьому кварталі 2013 року, а досягнення експлуатаційної готовності на початку 2014-го. Для продовження терміну експлуатації Боїнг проводить роботи над збільшенням ресурсу F-15Е до 32000 льотних годин.
ПС США планує експлуатувати F-15E до 2030-х років і поки що немає варіантів, для його заміни в майбутньому. Одним із можливих варіантів може стати створення двомісної версії F-35, тому що на розробку нового літака для заміни F-15E у ПС США не вистачить коштів. В даний момент ведеться розробка нового бомбардувальника NGB, який зможе взяти на себе частину завдань, які виконує F-15E, а са́ме здійснення ударів по цілях у глибині території противника. F-35A, який планується прийняти на озброєння в 2016 році, може взяти на себе більшу частину завдань, які виконує F-15E, але останній має більший радіус дії, більше бойове навантаження, вищу швидкість та кращу живучість.

### Silent Eagle
F-15SE Silent Eagle — пропонований Боїнгом варіант модернізації F-15E з використанням технологій для винищувачів п'ятого покоління, таких як внутрішнє розміщення озброєння та радіопоглинаючі матеріали. На F-15SE встановлено конформні збройні відсіки для внутрішнього розміщення озброєння, замість конформних паливних баків, а хвостове оперення відхилено в зовнішню сторону на 15 градусів для кращого розсіювання радіохвиль. Боєприпаси займають більшу частину місця в кожному конформному збройному відсіку, а залишок місця використовується для зберігання пального.
Перший випущений F-15E (серійний номер 86-0183) було перероблено у варіант F-15Е1, який буде використовуватись як демонстратор F-15SE. Свій перший політ він здійснив 8 липня 2010 року, а перший випробувальний запуск ракети «повітря-повітря» AIM-120 AMRRAM із конформного збройного відсіку відбувся 20 липня 2010 року. Потенційними користувачами нової модифікації F-15E є Саудівська Аравія, Республіка Корея, Японія та Ізраїль.

## Проєкт
Багатофункціональний винищувач F-15E по конфігурації майже ідентичний двомісним літакам F-15B і F-15D. Але він відрізняється від них істотно переробленою конструкцією, що пов'язано зі збільшенням злітної ваги. У порівнянні з F-15D, планер перероблений на 60 % та значно посилений. Його ресурс збільшений до 16000 льотних годин.
Ряд елементів хвостової частини фюзеляжу і стулки основних стійок шасі виконані з титанового сплаву із застосуванням надпластичного формування і дифузійного зварювання. Це дозволило трохи збільшити об'єм моторного відсіку і забезпечити його сумісність як із «рідними» двигунами F100 фірми Pratt & Whitney, так і з потужнішими і великогабаритними F110 General Electric. Шасі літака було посилено, щоб витримати більшу посадкову масу. З цією метою використані гальма з вуглецевими дисками.

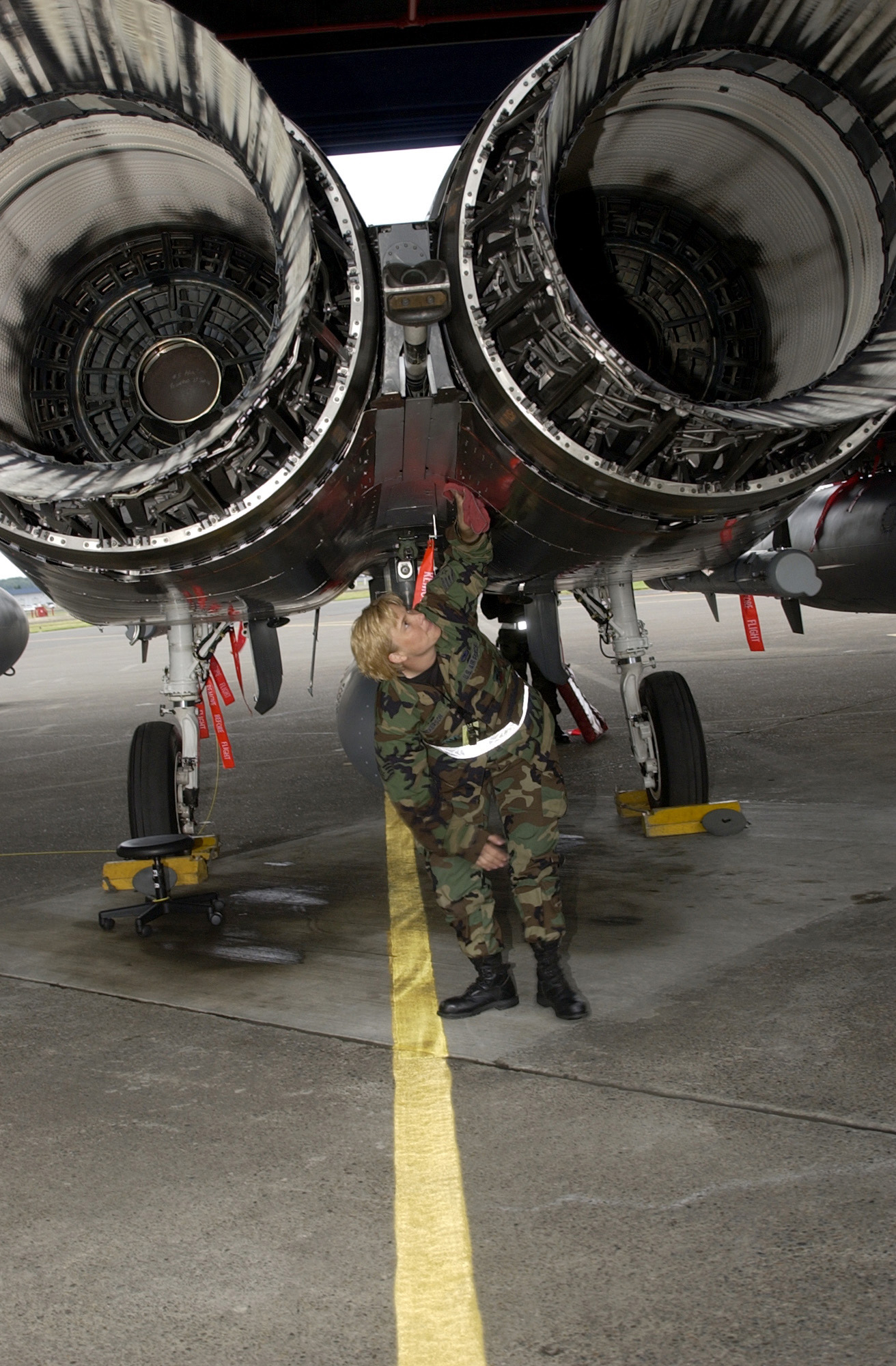
Сопла двигунів Pratt & Whitney F100-PW-229, встановлених на F-15E

Силова установка перших 134 літаків складається з двох двигунів Pratt & Whitney F100-PW-220 (2×10650 кгс), аналогічних тим, які використовуються на літаках F-15C і F-15D, єдина відмінність — цифрова система управління. На літаках, що випускалися із серпня 1991 року, встановлені потужніші ТРДДФ Pratt & Whitney F100-PW-229 (2×13200 кгс), що дозволило зберегти тягооснащеність літака (у «винищувальній» конфігурації) на рівні більш легкого F-15C.
Паливна система включає шість паливних баків, розташованих у фюзеляжі, та два в крилах літака. Для підвищення бойової живучості всі баки та прилеглі до них відсіки заповнені піноматеріалом, для поглинання енергії вибуху. Загальний об'єм внутрішніх баків — 7643 л. Два конформних паливних баки вміщують по 2737 л. Крім того, на зовнішніх вузлах підвіски може розміщуватися три підвісних паливних баки ємністю по 2309 л кожен. Таким чином, сумарний об'єм палива, який може взяти літак на борт — 22044 л, що є рекордом для машин такого класу.
До складу прицільно-навігаційного комплексу входять: багатофункціональна РЛС AN/APG-70, підвісна оптико-електронна система вказування цілі та навігації LANTIRN, інерційна навігаційна система (ІНС) LN-93, апаратура глобальної супутникової навігаційної системи (СНС) NAVSTAR і радіовисотомір AN/APN-232.
РЛС AN/APG-70 була створена в 1980-х рр. як надійніший та легший в обслуговуванні варіант AN/APG-63. Від останньої залишились лише плоска антенна решітка з механічним скануванням (при цьому швидкість переміщення променя збільшена з 70 до 140 град/с) і блок живлення. Інші шість блоків є новими або значно модернізовані.
У режимі повітря-повітря дальність виявлення цілей становить 185 км. РЛС має можливість виділення окремих цілей у групі при відстані до 30 м між ними. РЛС має режим розпізнавання окремих цілей на основі аналізу сигналів, які відбиваються від обертових лопаток компресора двигуна літака-цілі. РЛС забезпечує одночасний супровід кількох цілей і пуск по них ракет AIM-120 AMRAAM класу повітря — повітря. Для підвищення ймовірності виявлення цілей на зустрічних і попутних курсах на великих відстанях та на фоні земної поверхні, РЛС має режим випромінювання з високою частотою повторення імпульсів (200 кГц) і стробіюванням по дальності. Це дозволяє ефективно пригнічувати відбиття променя РЛС від земної поверхні. У цьому режимі РЛС може супроводжувати одночасно до десяти цілей.
У режимі картографування РЛС дозволяє отримувати зображення ділянок земної поверхні, візування відбувається під кутом до 45 градусів, по обидві сторони від напрямку польоту. Режим синтезування апертури при роботі по наземних цілях забезпечує роздільну здатність 38 м на відстані 300 км, а при відстані 27 км — 2,5 м. При цьому затримка у формуванні зображення не перевищує 3—7 с. Можливість отримання достатньо якісних зображень зберігається навіть при маневруванні з чотирикратними перевантаженнями.
РЛС AN/APG-70 з механічним скануванням буде замінена на AN/APG-82(V1) з активною фазованою антенною решіткою. Установка перших радарів розпочнеться в третьому кварталі 2013 року. Досягнення експлуатаційної готовності очікується на початок 2014 року.
Прицільно-навігаційна система LANTIRN забезпечує навігацію, виявлення наземних цілей і застосування зброї проти них вночі і в складних метеоумовах. Система розміщується у двох контейнерах: навігаційному AN/AAQ-13 і прицільному AN/AAQ-14. Вони є автономними і можуть застосовуватися незалежно один від іншого.

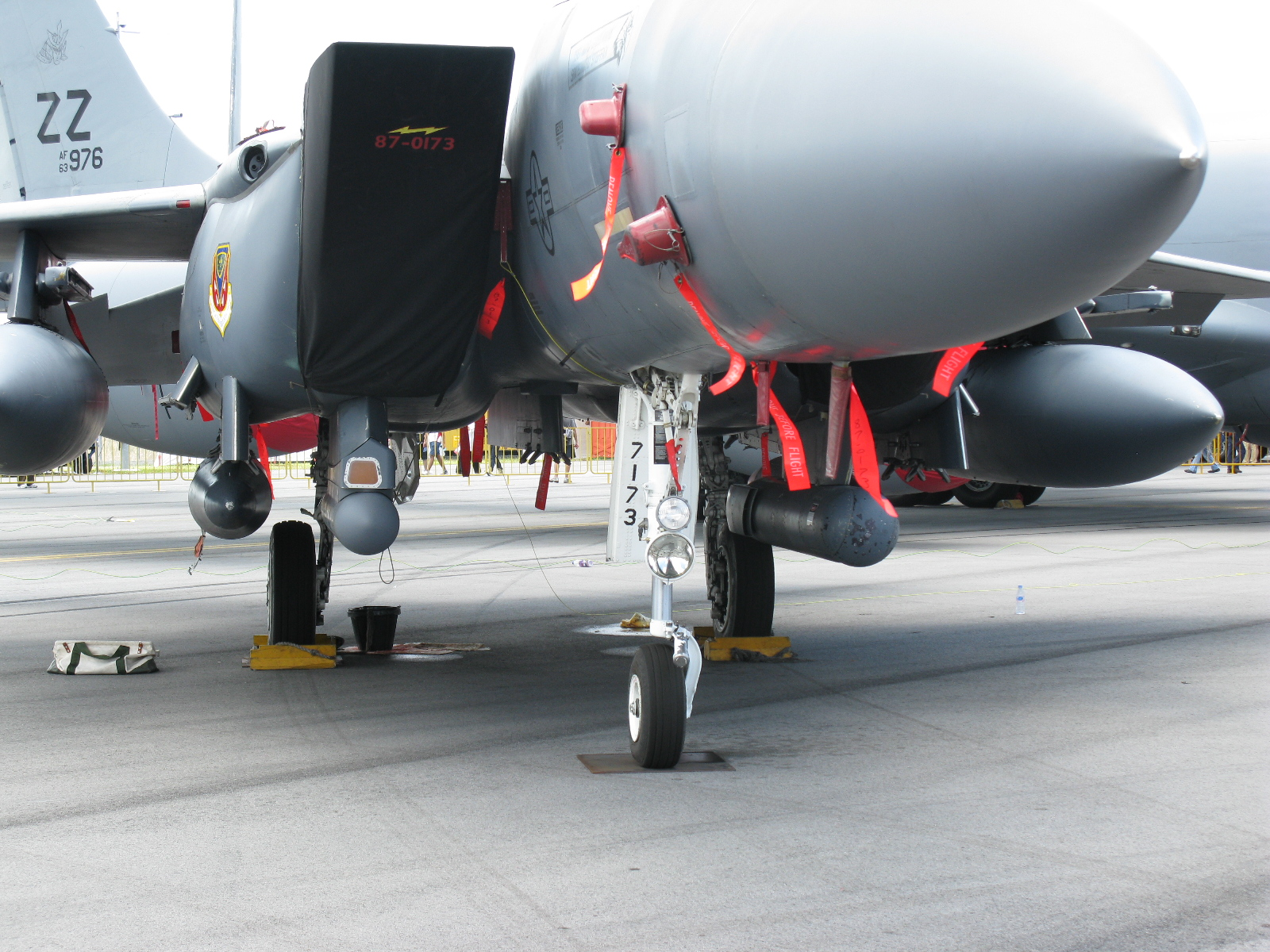
F-15E ПС США на авіашоу в Сингапурі (2010 р.). Чітко видно підвісні контейнери системи LANTIRN: на лівому пілоні навігаційний контейнер AN/AAQ-13, а на правому — прицільний AN/AAQ-14.

Апаратура навігаційного контейнера призначена для формування ІЧ зображення підстильної поверхні на індикаторі на лобовому склі (ІЛС), а також видачі інформації для забезпечення польоту в режимі слідування рельєфу місцевості. У контейнері розміщені РЛС і ІЧ система переднього огляду з широким полем зору. РЛС слідування рельєфу місцевості видає інформацію про профіль місцевості і наявності небезпечних підвищень уздовж траєкторії польоту. ІЧ система переднього огляду, формує зображення теплової картини місцевості, подібної до тої, яка спостерігається візуально. Це дозволяє пілотувати літак вночі і при обмеженій видимості. Система LANTIRN забезпечує політ вночі над пересіченою місцевістю на висоті 70 м (зі швидкістю 900 км/год), а над рівниною — 30 м.
Апаратура прицільного контейнера системи LANTIRN призначена для ідентифікації, захоплення і супроводу рухомих і стаціонарних наземних цілей. Вона забезпечує автоматичний пуск керованих ракет повітря — земля по шести цілях протягом 8—12 с. У прицільному контейнері розміщені: ІЧ система переднього огляду з двома полями зору, лазерний далекомір-цілевказувач, пристрій автоматичного супроводу цілі, корелятор лінії візування ракети та блок автоматичного розпізнавання цілей. Зображення від ІЧ системи переднього огляду виводиться на ІЛС або на поліфункціональні індикатори на панелях приладів як у кабіні льотчика, так і в кабіні оператора зброї. Супровід малорозмірних цілей вночі забезпечується на дальності до 7—9 км. Лазерна система вказування цілі забезпечує застосування високоточної зброї вдень та вночі на відстані до 16-18 км.

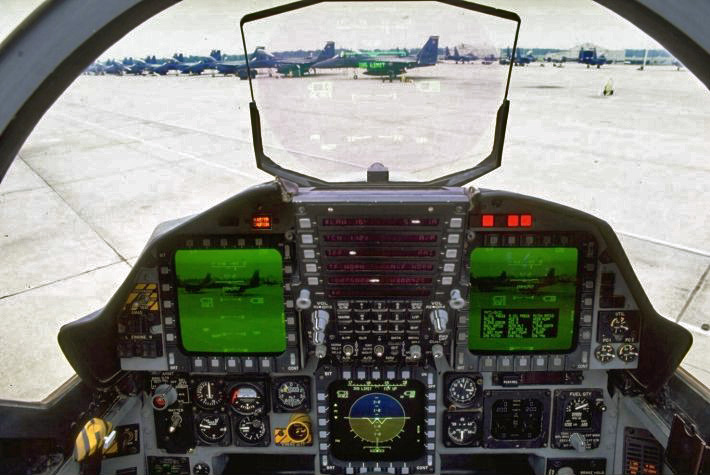
Передня кабіна F-15E

Обладнання кабіни літака F-15E відповідає концепції якомога повнішої взаємозамінності членів екіпажу.
У кабіні пілота розміщені наступні засоби виведення інформації:
- ІЛС з широким полем огляду, який замінює стандартні прилади з механічною індикацією, на ІЛС може також виводитися зображення від системи LANTIRN.
- Індикатор і пульт управління засобами зв'язку, навігації і розпізнавання, розміщений безпосередньо під ІЛС в центрі приборної панелі.
- Два взаємозамінні монохроматичні багатофункціональні індикатори, розташовані у верхній частині приборної панелі праворуч і ліворуч від вищезгаданого пульта.
- Кольоровий індикатор, розташований у центрі приладової дошки під пультом управління засобами зв'язку, навігації і впізнання.

У кабіні оператора системи управління озброєнням у верхній частині приладової дошки в один ряд розміщені чотири багатофункціональні індикатори. У центрі розташовані два монохроматичні індикатори, а праворуч від них — по одному кольоровому. Пульт управління засобами зв'язку, навігації й розпізнання розміщений на правій панелі приладів.
Управління обладнанням та засобами виведення інформації здійснюється пілотом і оператором системи управління озброєнням незалежно. Проте кожен член екіпажу інформується про те, які режими вибрав інший член екіпажу.
Комплекс радіоелектронного обладнання F-15E забезпечує можливість всепогодного та цілодобового застосування літака, автоматичний політ у режимі слідування рельєфу місцевості, підвищення ефективності ураження повітряних і наземних цілей, в тому числі малорозмірних.
Озброєння літака F-15E включає вбудовану гармату М61А1 (20 мм, 512 снарядів на літаках ранніх випусків і 450 — на більш пізніх). Бойове навантаження розміщується на зовнішніх вузлах підвіски: двох підкрильних, центральному підфюзеляжному та чотирьох конформних фюзеляжних. При установці конформних паливних баків частина озброєння може розташовуватися на чотирьох кутових вузлах біля нижніх бічних крайок конформних паливних баків.
Керована ракетна зброя класу «повітря-повітря» представлена КР AIM-9 Sidewinder, AIM-7 Sparrow і AIM-120 AMRAAM. У комплект озброєння може входити до чотирьох ракет AIM-7 і AIM-9 або до восьми AIM-120. Для нейтралізації ворожої ППО літак може застосовувати антирадіолокаційні ракети AGM-88 HARM (до чотирьох під крилом). Для дій по наземних цілях літак може нести КР AGM-65 «Maverick» (до шести під крилом), широкий спектр керованих і некерованих бомб.
З 2004 року південнокорейська компанія LIG Nex1 розпочала виробництво індикаторів на лобовому склі для F-15 (в тому числі і для модифікації «Е»). Також вона випускає багатофункціональні дисплеї та комп'ютери управління польотом для них. У 2004 році Korea Aerospace Industries (KAI) почала виробляти крила та передню частини фюзеляжу для F-15, а в 2008 році створила окрему лінію для F-15SG. Крім того, KAI долучилась до розробки та запуску у виробництво конформних паливних баків для F-15SE.

## Варіанти та модифікації

### F-15E
Двомісний всепогодний ударний винищувач дальнього радіусу дії. Базова версія літака для американських повітряних сил. Всього з 1985 по 2001 рік випущено 237 F-15E, із них 236 передано американським ПС, а один (с/н 86-0183) залишився у виробника.

### F-15І

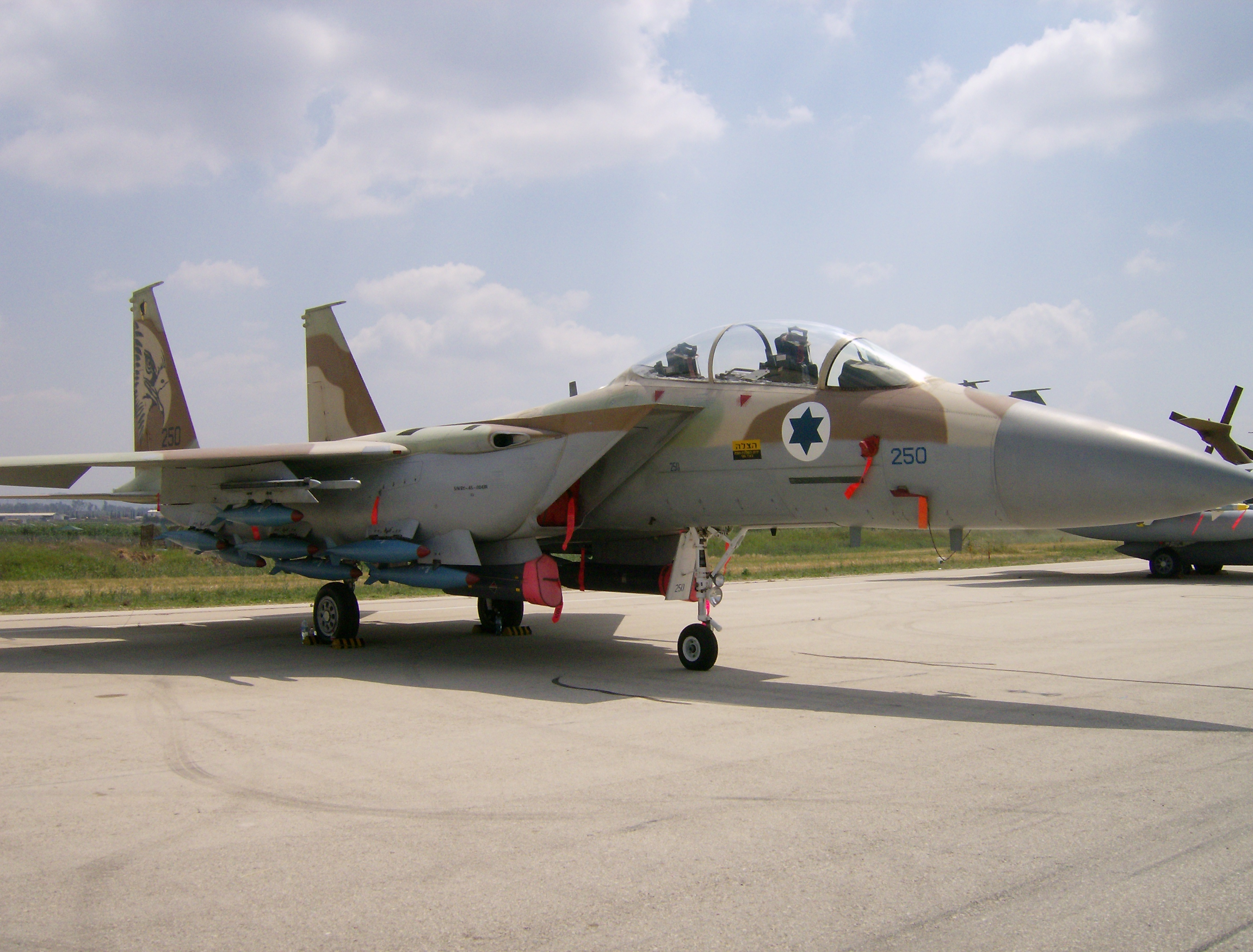
Ізраїльський F-15I на авіабазі Tel Nof (27.04.2007)

Двомісний варіант F-15E для ізраїльських повітряних сил, де носить позначення «Ra'am» (івр. רעם — грім). Від базової версії відрізняється комплектом авіоніки.
Спочатку на F-15І замість системи LANTIRN була встановлена простіша і менш ефективна «Sharpshooter». Але Ізраїль зміг придбати 30 комплектів LANTIRN для F-15I, коли американський уряд дозволив її експорт.
На відміну від базової моделі, F-15І оснащений ізраїльським комплексом радіоелектронної протидії SPS-2100, який складається з приймача попередження про радіолокаційне опромінення, засобів попередження про ракетну атаку та станції постановки активних перешкод. Ізраїльська версія літака оснащена новим центральним комп'ютером та вбудованою системою GPS/INS. Інформація від усіх датчиків може виводитися на нашоломний дисплей, що забезпечує екіпажу F-15І кращі можливості під час наведення зброї на ціль.
Літак оснащений радаром AN/APG-70I, може виявляти повітряні цілі типу «транспортний літак» на відстані до 280 км, а ціль типу «винищувач» може бути виявлена на відстані до 104 км. Також радар здатен ефективно виявляти наземні цілі (танк, ракетна батарея чи будівля) у таких складних метеоумовах як низька хмарність або сильний туман, але його роздільна здатність знижена на третину порівняно з AN/APG-70, яким оснащені F-15Е.
Всього з 1996 по 1998 рік було випущено 25 F-15І.
У січні 2016 року Ізраїль затвердив модернізацію F-15I, яка включала структурні зміни, радар з АФАР, оновлену авіоніку та нове озброєння.

### F-15K

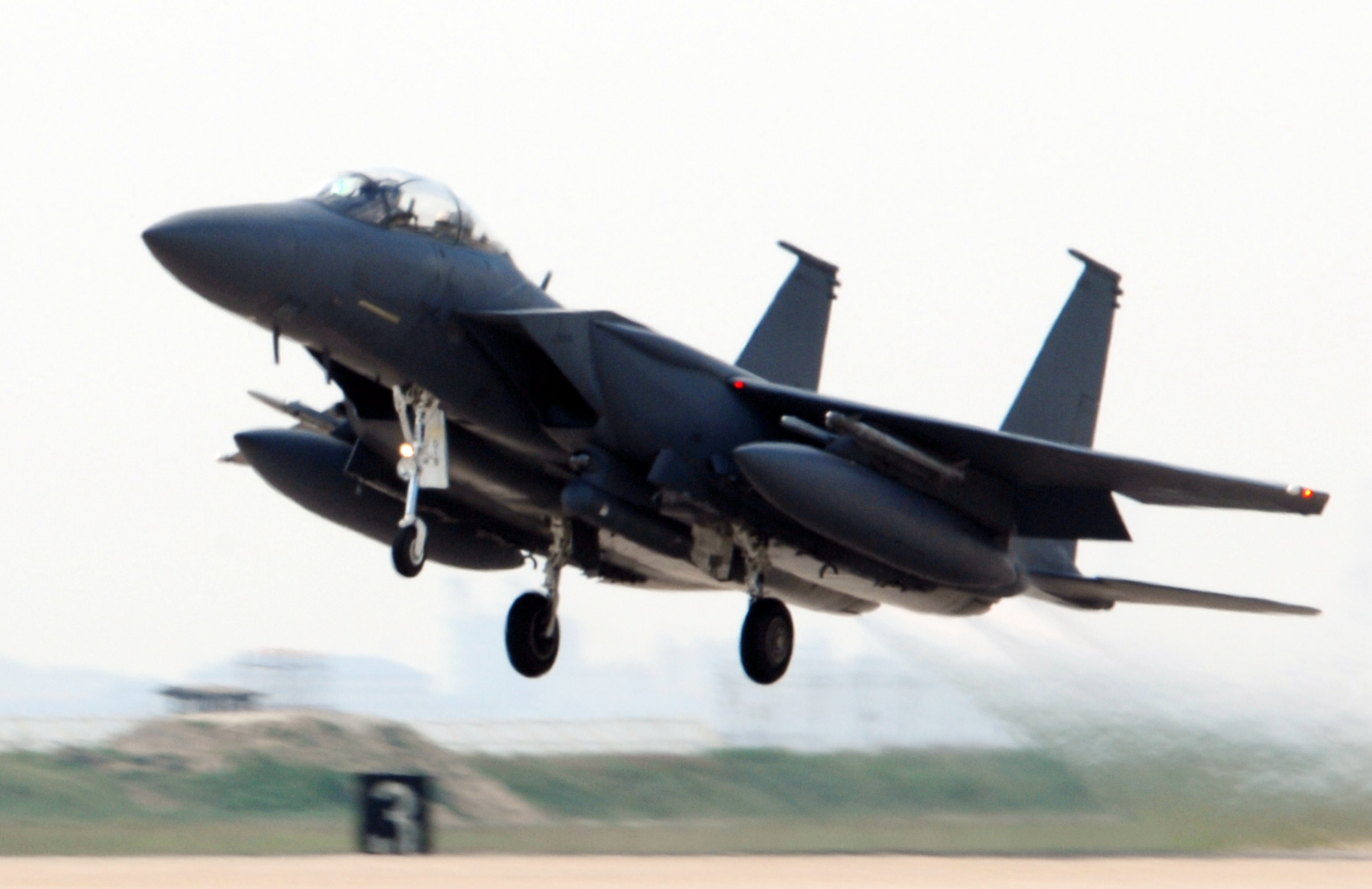
Південнокорейський F-15K злітає з авіабази Кунсан. (11.05.2009)

Двомісна версія F-15Е для південнокорейських ПС, повна назва F-15K Slam Eagle. Від базової версії відрізняється комплексом авіоніки та збільшеним радіусом дії.
F-15K має велику кількість вузлів та агрегатів неамериканського виробництва. Це прямий наслідок офсетної угоди, в рамках якої південнокорейські компанії поставляли 40 % комплектуючих для F-15K та здійснювали 25 % його збірки. Крила та фюзеляж для літака виготовляла компанія «Korea Aerospace Industries», електрично-дистанційну систему управління польотом — Hanwha Corporation, засоби радіоелектронної протидії та систему попередження про радіолокаційне опромінення — Samsung Thales, виготовлення радару та індикатора на лобовому склі було покладене LIG Nex1, а виробництвом двигунів по ліцензії займалася Samsung Techwin. При цьому кінцева збірка літаків відбувалася на потужностях Боїнга в Сент-Луїсі, штат Міссурі.
F-15K оснащений радаром AN/APG-63(V)1, модифікацію AN/APG-70. Обидва радари мають аналогічні характеристики при роботі в режимі «повітря-повітря», але перший із них має можливість відслідковувати і супроводжувати рухомі наземні та морські цілі, також AN/APG-63(V)1 має кращу роздільну здатність у режимі картографування місцевості. Радар F-15K має спільні з AN/APG-63(V)3 цифрові засоби обробки даних, тому може бути модернізований шляхом заміни антени з механічним скануванням на АФАР.
Піденнокорейський літак оснащений новим прицільно-навігаційним комплексом третього покоління, який включає інфрачервону систему переднього огляду (FLIR) та інфрачервону систему пошуку та відстежування цілей (IRST). Для полегшення умов роботи екіпажу кабіна літака обладнана сімома кольоровим рідкокристалічними дисплеями, ширококутовим індикатором на лобовому склі, а члени екіпажу мають нові шоломи зі влаштованою системою прицілювання (JHMCS).
Захист від наземних засобів протиповітряної оборони забезпечують станція раннього попередження BAE Systems ALR-56C(v)1 та апаратура радіоелектронної протидії Northrop Grumman ALQ-135M. Вони мають меншу вагу та ефективніші, ніж аналогічні системи, встановлені на F-15Е. Також F-15K може застосовувати ракети класу «повітря-поверхня» AGM-84K SLAM-ER та ПКР Harpoon Block II. Ще одна відмінність F-15K — збільшений до 1800 км радіус дії.
40 F-15K першої партії оснащувалися двигунами General Electric F110-GE-129 з тягою 131 кН, але на 21 літак другої партії були встановлені двигуни Pratt & Whitney F-100-PW-229 з аналогічною тягою. Метою таких заходів є уніфікація F-15K з флотом KF-16, які стоять на озброєнні південнокорейських ПС.
Перший політ F-15K відбувся 3 березня 2005 року. Всього у період з 2005 по 2012 рік був випущений 61 літак.

### F-15S

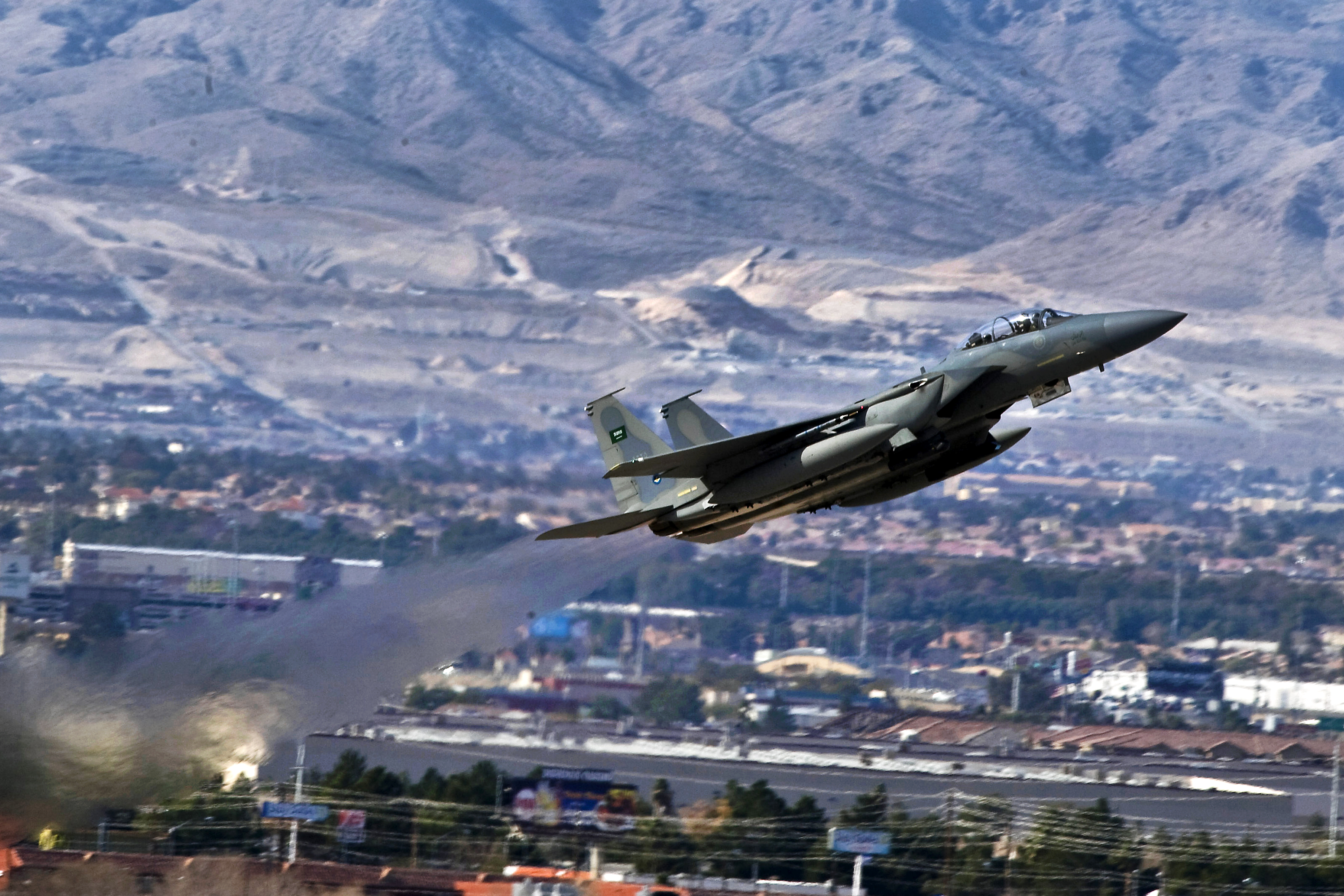
Саудівський F-15S злітає з американської авіабази Нелліс (штат Невада) під час участі в міжнародних навчаннях «Червоний прапор» (27.01.2012)

Двомісна модифікація F-15Е для Королівських повітряних сил Саудівської Аравії, спочатку носила позначення F-15XP. Відмінності від базової версії полягають у бортовому радіоелектронному обладнанні. На F-15S встановлено радар AN/APG-63, аналогічний тому, що використовується на винищувачах F-15С. На відміну від AN/APG-70, він не має режиму синтезування апертури, що різко знижує його можливості виявляти наземні цілі. Замість системи LANTIRN використовується простіша та менш ефективна «Sharpshooter», виробництва компанії Martin Marietta. Але вона встановлена тільки на 48 літаках, які оптимізовані для ударів по наземних цілях, інші 24 F-15S використовуються як винищувачі в системи протиповітряної оборони країни.
Всі F-15S на момент виробництва оснащувалися двигунами Pratt & Whitney F100-229, але в 2007 році для них були закуплені 65 двигунів General Elertric F110-GE-129C.
Всього в період з 1996 по 1998 рік було випущено 72 літаки цієї модифікації. На 2014 рік намічений початок модернізації F-15S до рівня F-15SA.

### F-15SA
F-15SA — глибоко модернізований варіант F-15S із новими двигунами та повністю оновленим комплексом авіоніки. Він оснащений новою БРЛС AN/APG-63(V3), яка має кращу ефективність та надійність, ніж радар F-15S. Значної модернізації зазнав прицільно-навігаційний комплекс літака. Система «Sharpshooter» замінена на комплекс LANTIRN третього покоління, який складається з інфрачервоної системи пошуку та виявлення цілей AN/AAS-42 та системи прицілювання AN/AAQ-33 Sniper. Для полегшення наведення зброї на ціль екіпаж F-15SA отримав нові шоломи з вбудованою системою прицілювання JHMCS. Ці вдосконалення дозволяють літаку застосовувати новітні ракети класу «повітря-повітря» AIM-120C/7 і AIM-9X, протикорабельні та протирадіолокаційні ракети, а також широкий спектр високоточної зброї для враження наземних цілей.
F-15SA оснащений новою багатофункціональною системою передачі інформації Link 16. Для кращого захисту від засобів протиповітряної оборони літак отримав цифрову систему радіоелектронної протидії DEWS. Також зміни торкнулися і силової установки — двигуни F100-PW-229 замінені на більш потужні та економічні F-110-GE-129 IPE виробництва General Electric.
Свій перший політ F-15SA здійснив 20 лютого 2013 року. Модернізація 68 саудівських F-15S до рівня SA розпочнеться в 2014 році, а поставки нових — в 2015-му, останній літак має бути переданий замовнику в 2019-му.

### F-15SG

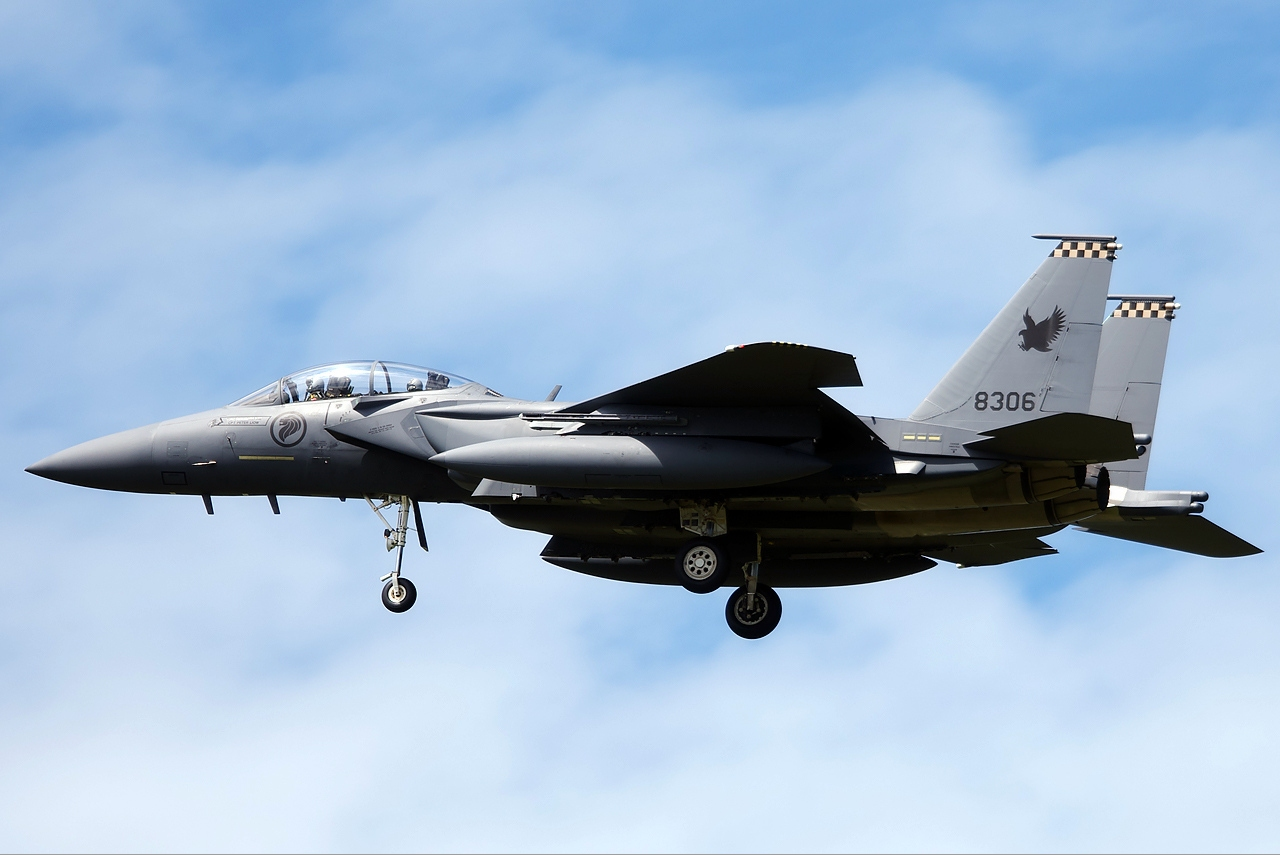
F-15SG здійснює посадку в міжнародному аеропорту Дарвіна (Австралія). Фото виконане 13.04.2011

Двомісна версія F-15Е, створена на замовлення повітряних сил Сингапуру, спочатку носила позначення F-15Т. Основні відмінності від базової версії полягають у комплексі авіоніки. F-15SG оснащений радаром AN/APG-63(V)3 з АФАР, який у порівнянні з AN/APG-70 має більшу ефективність, надійніший та може працювати одночасно в кількох режимах. Для покращення можливостей виявляти цілі в нічний час та в складних метеоумовах (сильний туман, низька хмарність) на літак встановлено інфрачервону систему пошуку та відстежування цілей AN/AAS-42 виробництва Lockheed Martin. Також F-15SG отримав оптично-електронну систему прицілювання AN/AAQ-33 Sniper і нашоломні системи вказування цілі JHMCS.
Значною мірою оновлено обладнання кабіни: вся необхідна інформація виводиться на багатофункціональні рідкокристалічні дисплеї та ширококутовий індикатор на лобовому склі. Крім того, F-15SG отримав новий центральний процесор — ADCP (Advanced Display Core Processor) компанії Honeywell.
На літак встановлені двигуни F110-GE-129C виробництва General Electric, які дозволили збільшити радіус дії до 1800 км. До складу озброєння F-15SG включені всеракурсні ракети класу «повітря-повітря» AIM-120C і AIM-9Х, високоточні авіабомби GBU-38 JDAM та ракети «повітря-земля» AGM-154 JSOW.
Перший політ F-15SG відбувся 16 вересня 2008 року. Всього з 2008 по 2012-й було випущено 24 літаки.

### F-15EX (Eagle II)
Проєкт F-15EX був запропонований ПС США як відносно дешевий і швидкий спосіб поповнити важку фронтову авіацію новими літаками, що відповідають сучасним вимогам. Компанія Boeing представила проєкт модернізації багатоцільового літака F-15 влітку 2018 року.
F-15EX — сучасна версія F-15. Він буде здатен нести більше озброєння в порівнянні з будь-якими іншими винищувачами свого класу і виконувати пуски зброї, в тому числі гіперзвукової, довжиною до 6,7 м і вагою до 3180 кг. F-15EX був представлений як найдоступніший і найшвидший спосіб оновити потужність і можливості, що представлені застарілим парком F-15C/D.
Всього Повітряні сили США планують придбати 144 літаки такого типу. Вони замінять F-15C\D, середній вік яких станом на кінець 2020 року — 37 років. Процес закупівлі розпочався в лютому 2019-го.
13 липня 2020 року Повітряні сили США замовили компанії Boeing партію з восьми винищувачів F-15EX Eagle загальною вартістю 1,2 млрд доларів.
2 лютого 2021 року F-15EX (с/н 20-0001) здійснив свій перший політ тривалістю близько 90 хв. Літак був виготовлений на заводі в м. Сент-Луїс (штат Міссурі).
У 2023 році першою на озброєння цю модифікацію літака має отримати 123-тя винищувальна ескадрилья Повітряних сил Національної гвардії США штату Орегон.
У Boeing заявляють, що ресурс планера нової модернізації складе 20 000 льотних годин, а максимальне навантаження — 14 000 кг.
Перший борт переданий американським військовим 11 березня 2021 року.
У квітні 2021 року ПС США обрали офіційну назву модифікації F-15EX — «Eagle II».

### Інші модифікації
F-15H Strike Eagle — одномісний варіант F-15Е, запропонований грецьким повітряним силам. За його придбання виступали міністерство оборони та командування ПС, але грецький уряд віддав перевагу винищувачам F-16 і Міраж 2000-5.
F-15G Wild Weasel («Wild Weasel») — варіант F-15Е призначений для придушення протиповітряної оборони противника. Його почали розробляти у 1986 році для заміни F-4G Wild Weasel. F-15G мав нести протирадіолокаційні ракети AGM-88 HARM та апаратуру для виявлення місця знаходження ворожих радарів, при цьому він зберігав можливість завдавати потужних авіаударів по цілях у глибокому тилу противника. Але програма F-15G була закрита, після того як американські повітряні сили обрали F-16CJ, створений на базі винищувача F-16C Block 50.
F-15SE Silent Eagle («Безшумний орел») — розроблений компанією Boeing варіант модернізації F-15E з використанням технологій для винищувачів п'ятого покоління. Головною особливістю нової моделі F-15SE Silent Eagle («Сайлент Ігл») стало зменшення радіолокаційної помітності. Зокрема, для зменшення ефективної площі розсіювання (ЕПР) у передній напівсфері передній край крила було покрито спеціальними радіопоглинальними матеріалами. Кілі відхилили на 15° від вертикалі (аналогічно хвостовому оперенню F/А-18 Hornet), а озброєння розмістили в конформних відсіках (на попередніх моделях такі відсіки використовувались як паливні баки). Був представлений 17 березня 2009 року, перший політ прототипу відбувся 8 липня 2010 року. Програму було закрито 2015 року, коли всі потенційні покупці обрали інші літаки (переважно F-35 Lighting).

## Історія експлуатації

### США

#### Операція «Щит пустелі» та «Буря в пустелі»

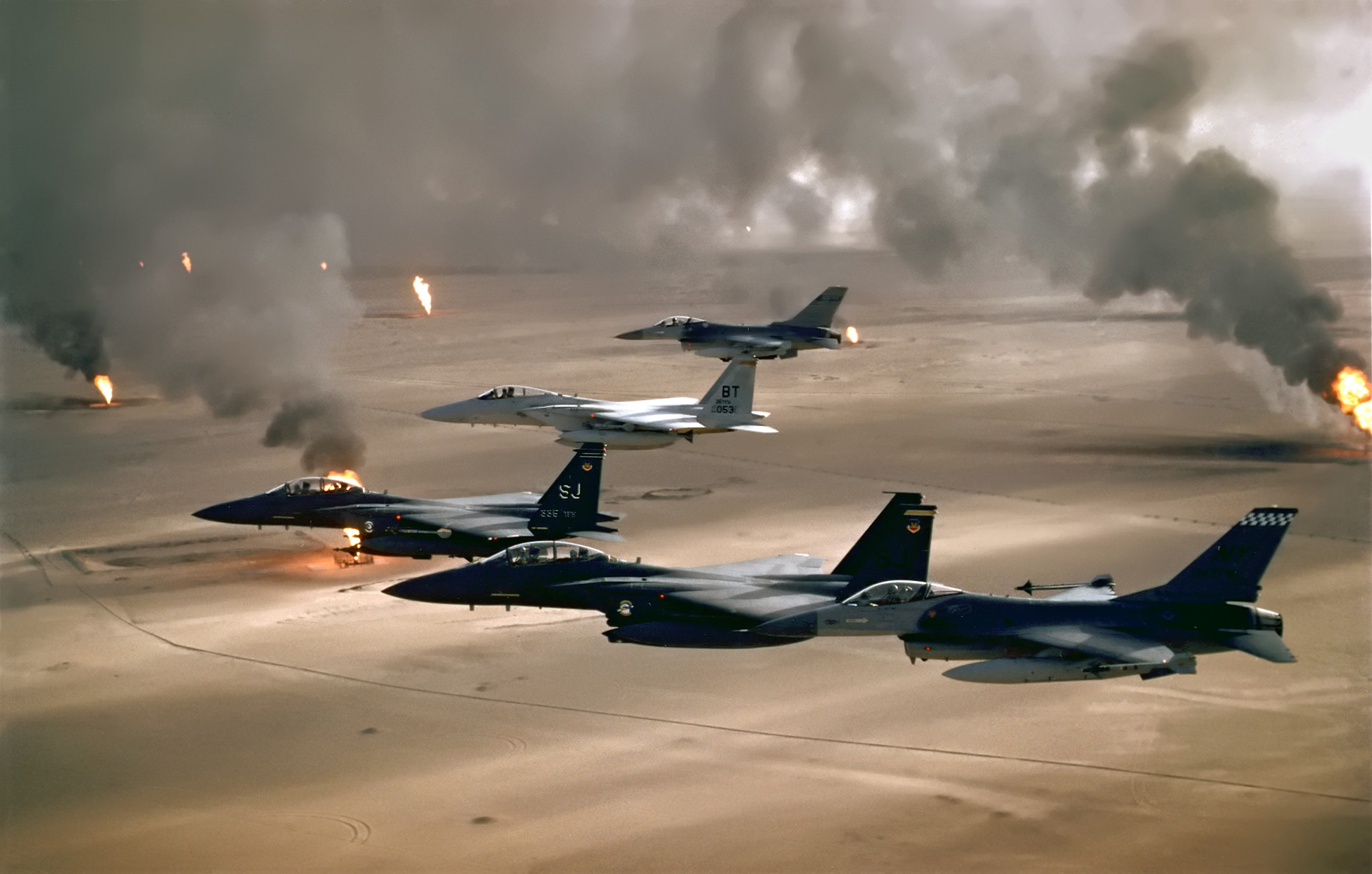
F-15E, разом з F-16 та F-15C в небі Кувейту під час операції «Буря в пустелі»

Першою військовою операцією для F-15E стала операція «Щит пустелі». У відповідь на іракське вторгнення до Кувейту в серпні 1990-го, американці перекинули в район Перської затоки 336-ту винищувальну ескадрилью. Її розмістили на оманській авіабазі Сіб. Протягом декількох місяців F-15E проводили регулярні військові навчання, очікуючи можливого нападу Іраку на Саудівську Аравію. Згодом до неї приєдналася і 335-та винищувальна ескадрилья, а у грудні обидва підрозділи були перекинуті на аеродром у місті Аль-Кардж (Саудівська Аравія), по ближче до іракського кордону.
Операція «Буря в пустелі» розпочалася 17 січня 1991 року. В першу ніч війни 24 F-15E завдали авіабомбового удару по п'яти виявлених пускових установках ракет Р-17, тієї ж ночі по ракетних комплексах було завдано ще один авіаудар, в якому взяв участь 21 F-15E. Кожної ночі «ударні орли» вилітали на завдання з метою пошуку та знищення мобільних пускових установок Р-17 у західній частині Іраку. Також вони бомбардували місця ймовірного знаходження ракетних комплексів з метою недопущення нових пусків ракет. Але ці заходи виявилися малоефективними, тому що за перші 10 днів операції союзники не змогли знищити на землі жодного «Скаду».
Під час бойових вильотів F-15E доводилось вступати в повітряні бої з винищувачами противника. Так, у перший день операції проти Іраку F-15E засік МіГ-29 і випустив по ньому AIM-9 Sidewinder, але ракета не влучила в ціль. Інші F-15E теж атакували іракський винищувач, але безуспішно. Але винищувач все ж таки був збитий ракетою невідомого походження. 18 січня 1991-го під час бомбардування заводу паливо-мастильних матеріалів біля Басри був збитий F-15E, його екіпаж загинув. Американські пілоти описували це завдання як найважче та найнебезпечнішне за всю війну, тому що ціль була сильно захищена засобами протиповітряної оборони, такими як ЗРК С-125, Куб, Оса та Roland та протиповітряною артилерією.
Через два дні зенітно-ракетним комплексом С-75 був збитий другий і останній F-15E. Екіпаж вижив і протягом кількох днів намагався уникнути потрапляння в полон. Але операція по їх порятунку була неможлива через високий ризик. Один із членів екіпажу навіть вийшов на зв'язок, але не зміг правильно себе ідентифікувати за допомогою коду. Згодом обоє пілотів були захоплені в полон іракцями.

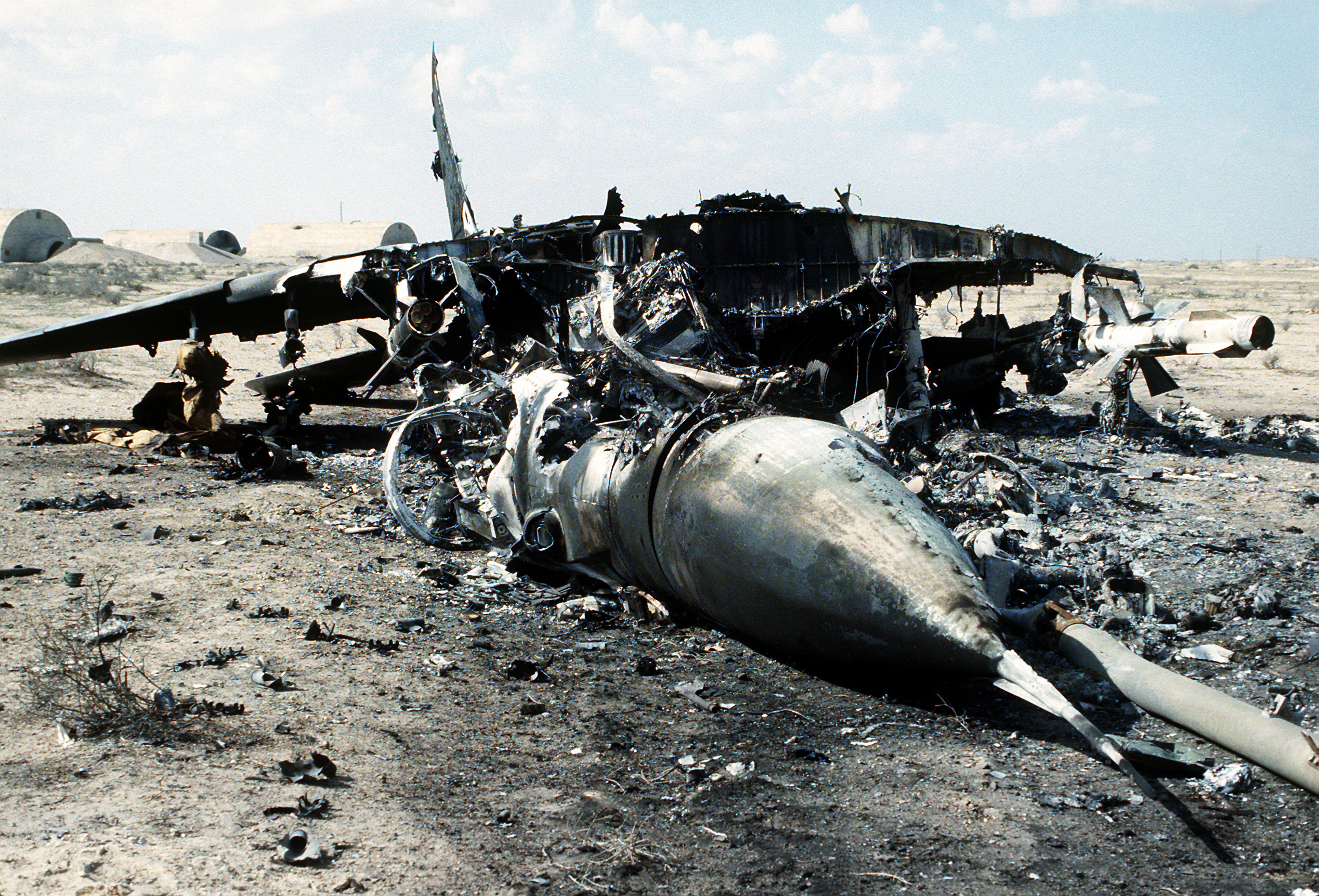
Іракський винищувач МіГ-29, знищений на землі під час бомбардування аеродрому

F-15E відзначилися під час бомбардувань авіабази Таліл, де знищили на землі 18 іракських бойових літаків. Для бомбардування застосовувались бомби з лазерним наведенням GBU-12 та касетні CBU-87. 14 лютого «ударні орли» здобули свою єдину повітряну перемогу: вертоліт Мі-24 (за іншими даними це був Hughes 500). Того дня одна з американських груп спеціального призначення запросила підтримку з повітря. Пара F-15E, яка прилетіла на запит, засікла 5 іракських вертольотів. Ведучий пари захопив у приціл системи FLIR вертоліт, коли той вивантажував солдатів на землі, і скинув бомбу з лазерним наведенням GBU-10. Екіпаж вважав, що бомба не влучила в ціль і вже готувався застосувати ракету «повітря-повітря» AIM-9 Sidewinder, коли гелікоптер було знищено. Спецгрупа підтвердила, що в момент влучання бомби в ціль, вертоліт був на висоті близько 240 метрів.

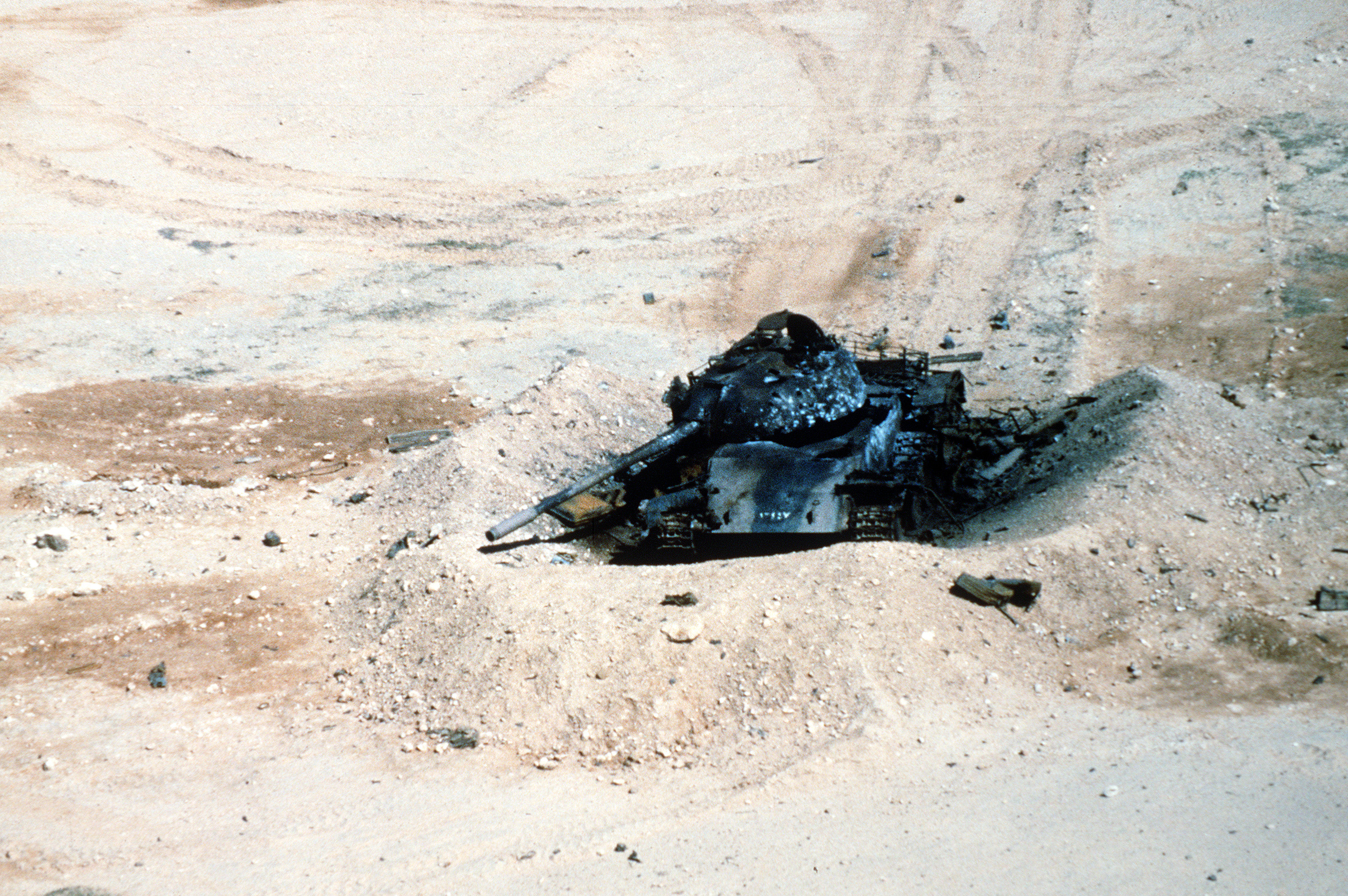
Іракський танк Т-54А або Тип 59, знищений авіацією союзників (7.02.1991)

F-15E в ході війни атакували різноманітні високозахищені цілі, хоча пріоритетом залишалися пускові установки Р-17. Також вони завдавали ударів по місцях ймовірного перебування Саддама Хусейна. Напередодні наземної фази операції основним завданням для F-15E стало знищення бронетехніки противника. А коли вона почалася, то «ударні орли» зосередилися на безпосередній вогневій підтримці союзних військ. Війна закінчилася 1 березня 1991 року.
Ця війна стала «бойовим хрещенням» для F-15E. Основними завданнями літака були удари по найважливіших цілях противника: командних пунктах, аеродромах, складах, вузлах комунікацій, інфраструктурі ППО. Діяли «ударні орли» переважно в нічний час, на який припало 9/10 усіх вильотів. Із проблем, які виникли, відмічалась недоведеність новітньої на той час системи LANTIRN та недостатня її освоєність екіпажами.

#### Операції «Північна варта» та «Південна варта»

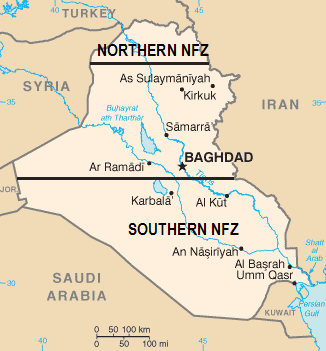
Межі безпольотних зон на півночі та півдні Іраку

Після завершення війни в Перській затоці міжнародна коаліція ввела над Іраком безпольотні зони. Офіційною метою їх введення був захист курдів та шиїтів. Дотримання їх непорушності було покладено на авіацію США, Британії та Франції. Але Ірак ніколи не визнавав цих зон і часто їх порушував. Під час одного з таких випадків іракські вертольоти атакували курдів біля Чамчамаля на півночі Іраку. Це побачила пара патрульних F-15E. Їм було заборонено відкривати вогонь, але пілоти вирішили пройти біля вертольотів на високій швидкості, створюючи сильний турбулентний потік, одночасно з тим направити лазер системи наведення на кабіну, щоб осліпити екіпаж. У результаті цих дій один іракський Мі-24 розбився, а інші відступили. Після цього випадку командування американських ПС заборонило пілотам F-15E знижуватись нижче 10000 футів (близько 3 км), щоб запобігти повторенню ситуації.

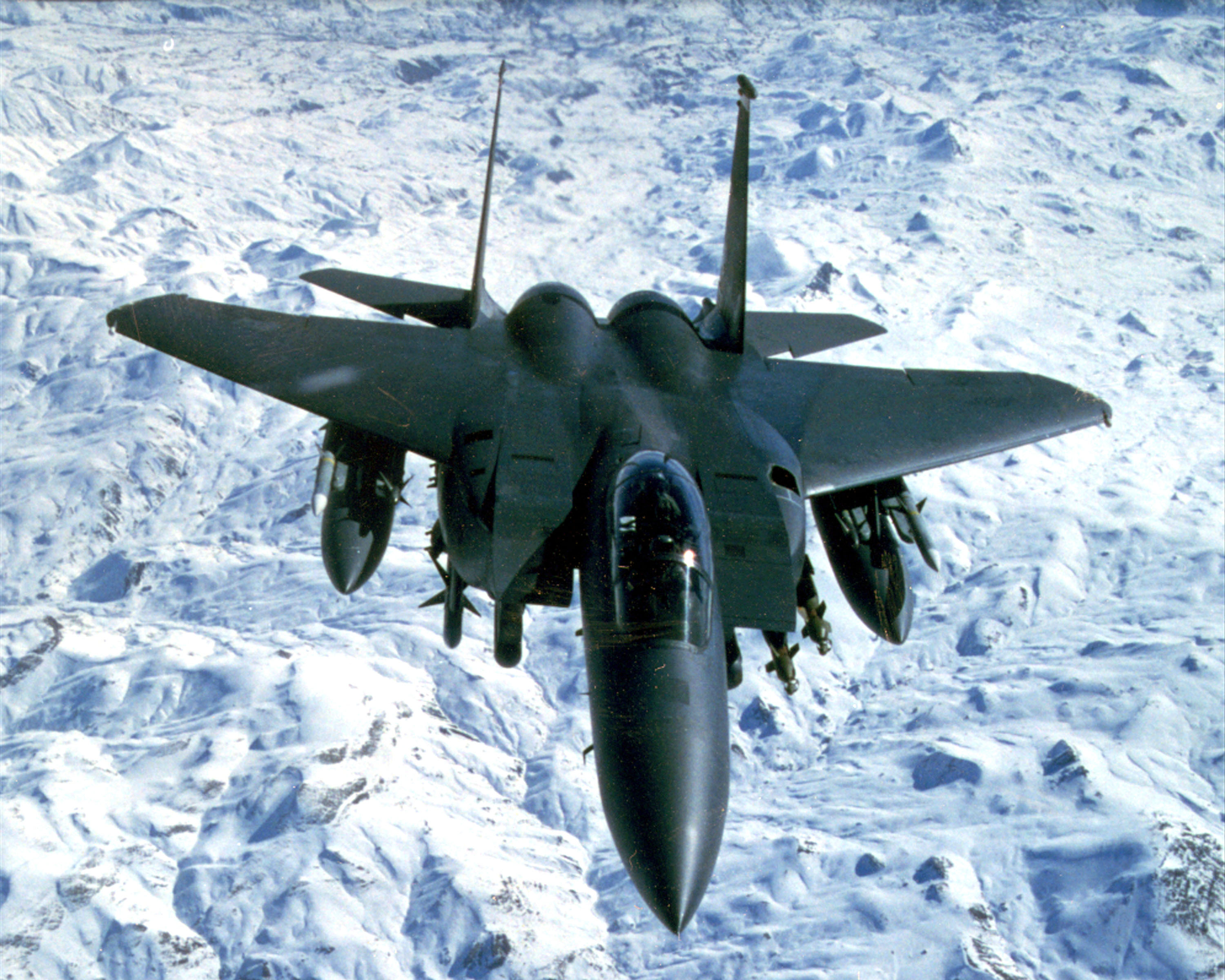
F-15E ПС США патрулює безпольотну зону на півночі Іраку (18.02.1999)

Протягом 1990-х рр. F-15E з 391-ї, 492-ї та 494-ї винищувальних ескадрилей регулярно розгорталися для забезпечення безпольотних зон. 25 грудня 1992 р. трапився повітряний бій між F-15E та іракським МіГ-25П, який завершився безрезультатно. У січні 1993-го Ірак порушив угоду про припинення вогню. У відповідь союзна авіація виконала ряд каральних авіударів, в яких брали участь 10 F-15E. «Ударні орли» могли нести в одному вильоті широкий спектр озброєння, що дозволяло виконувати декілька завдань в одному вильоті. Під час вильотів вони тісно співпрацювали з платформами АВАКС, що дозволяло отримувати нові завдання під час польоту і здійснювати незаплановані атаки на іракські цілі. Після 1993-го кількість порушень безпольотної зони різко знизилась. В 1997 році Туреччина погодилася надавати авіабазу Інджирлік для проведення операції «Північна варта», що значно полегшувало патрулювання безпольотних зон.
У грудні 1998 року була проведена військова операція проти Іраку «Лис пустелі», причиною її проведення послужила відмова іракців співпрацювати з інспекторами ООН. 28 грудня три F-15E скинули по дві високоточні 500-фунтові бомби GBU-12 на позиції ЗРК С-125. Після цих бомбардувань іракські війська різко збільшили кількість вторгнень у безпольотну зону, отже зросла кількість каральних і попереджувальних ударів, в яких брали участь F-15E. Наприклад, у період з 24 по 26 січня 1999-го вони бомбардували позиції іракських ЗРК біля Мосула на півночі Іраку, застосовуючи AGM-130 та GBU-12.
F-15E робили вильоти в підтримку операцій «Provide Comfort» та «Provide Comfort ІІ», які тривали в період з квітня 1991-го по грудень 1996 року.

#### Боснійська війна
31 березня 1993 року Рада Безпеки ООН у відповідь на погіршення ситуації в Боснії та Герцеговині санкціювала створення безпольотної зони над нею. З метою забезпечити її непорушність 12 квітня НАТО розпочало операцію «Заборона на польоти». В серпні 1993-го до операції були залучені F-15E зі складу 492-ї та 494-ї винищувальних ескадрилей, вони діяли з авіабази Авіано в Італії. Наприкінці 1993-го НАТО вирішило завдати бомбового удару по аеродрому в Удбина (Хорватія), який контролювався сербами. В завданні брали участь 30 літаків, в тому числі і 8 F-15E, завданням останніх було бомбардування сербських ЗРК «Куб». Але бомбардування було скасоване, коли літаки вже знаходились у повітрі. Причиною скасування стали строгі правила ведення бойових дій, які виключали застосування зброї, якщо є висока імовірність жертв серед мирного населення. В грудні 1993-го F-15E завдали удару по ЗРК С-75 боснійських сербів, які обстріляли два британських літаки Sea Harrier. 21 листопада 1994 року авіація НАТО знову бомбардувала аеродром в Удбині, в атаці брали участь 39 літаків, у тому числі F-15E, але повністю вивести з ладу авіабазу не вдалося. Через три дні 20 натівських літаків атакували ППО боснійських сербів біля м. Отока, під час атаки F-15E застосували протирадіолокаційні ракети AGM-88 HARM. 30 серпня 1995 року НАТО розпочало операцію «Обдумана сила», приводом до якої послужив мінометний обстріл ринку в Сараєво, вину за який було покладено на боснійських сербів. Напередодні операції на Балкани було перекинуто ще одну ескадрилью F-15E — 90-ту винищувальну. Під час операції F-15E завдавали багатократних авіаударів по сербській бронетехніці та засобах матеріально-технічного забезпечення в районі Сараєво. 9 вересня «ударні орли» вперше застосували GBU-15 в умовах бойових дій, під час бомбардування сербських наземних сил та засобів ППО біля м. Баня-Лука. Всього під час кампанії на Балканах 492-га та 494-та ескадрильї здійснили 2500 вильотів, із них 2000 на рахунку на 492-ї.

#### Операція «Союзна сила»

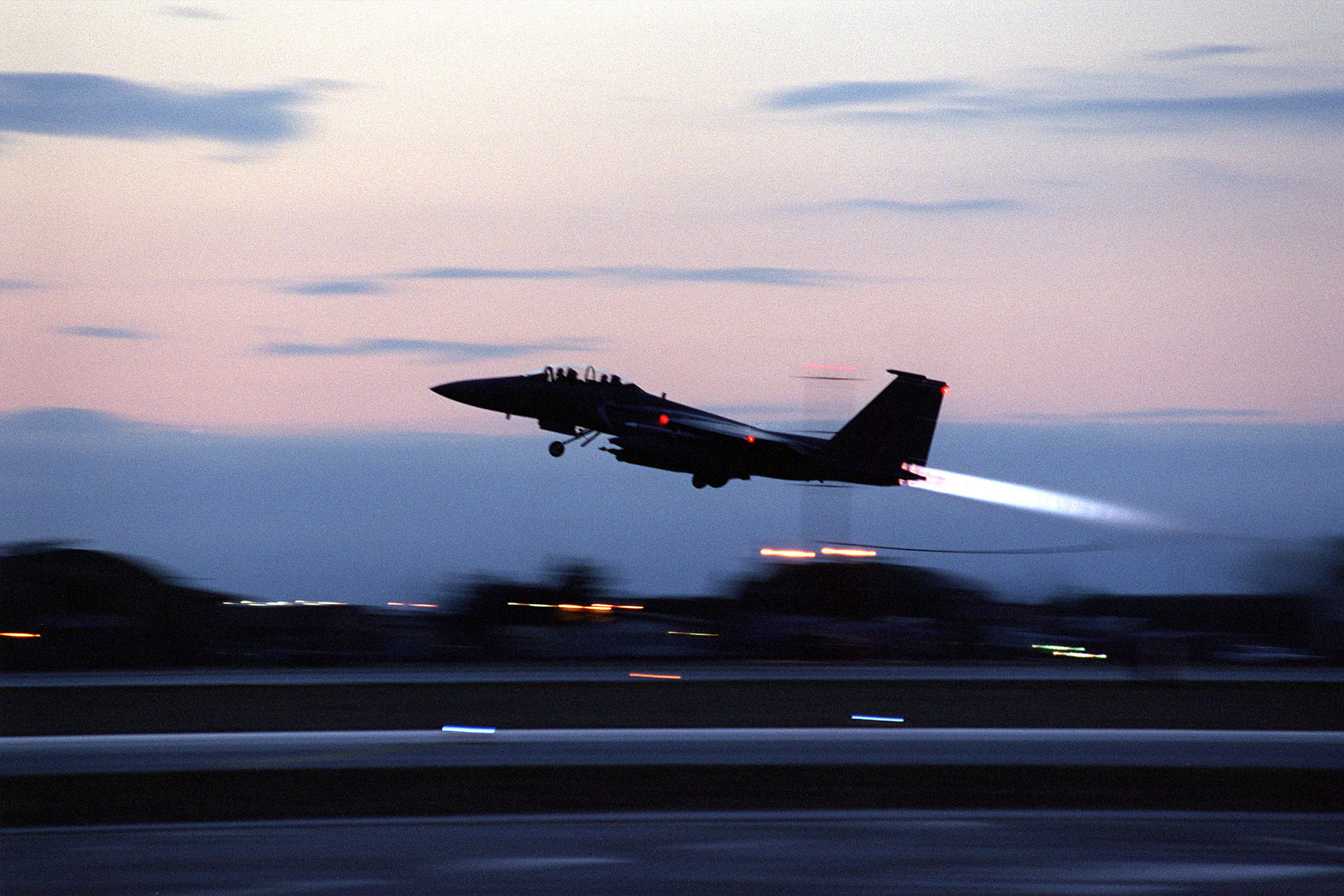
F-15E, який бере участь в операції «Союзна сила» вилітає на бойове завдання з авіабази Авіано (Італія). 28 березня 1999 р.

24 березня 1999 року НАТО розпочало військову операцію проти Югославії, якій було присвоєно назву «Союзна сила». Причинами для застосування сили стали ситуація в Косові та відхилення натівського ультиматуму югославським керівництвом. В перший день операції 26 F-15E зі складу 492-ї і 494-ї ескадрилей завдали ударів по югославських ЗРК, радарах раннього попередження та інших об'єктах ППО. «Ударні орли» діяли з італійської авіабази Авіано та британської Лейкенхіт. Бойові вильоти зазвичай тривали по 7,5 годин, включаючи два дозаправлення в повітрі. F-15E могли в одному вильоті нести зброю класу «повітря-повітря» та «повітря-земля», що давало змогу виконувати в одному вильоті повітряне патрулювання та ударні завдання.
Югославська протиповітряна оборона розглядалася союзним командуванням як серйозна загроза для авіації НАТО. Особливо це проявилося 27 березня, коли був збитий американський бомбардувальник-невидимка F-117 Nighthawk. Після цього випадку F-15E стали активно застосовувати ракети «повітря-земля» AGM-130, що дозволяло атакувати цілі з більшої відстані. Із застосуванням цієї ракети F-15E пов'язаний інцидент з атакою залізничного моста в момент проходження по ньому пасажирського потяга, що привело до загибелі 14 мирних жителів. Керівництво НАТО пояснило, що під час пуску ракети екіпаж не міг розпізнати потяг, а коли потяг все ж таки потрапив у поле зору камери AGM-130, то оператор не встиг відреагувати. F-15E був єдиним залученим до операції літаком, який був спроможний нести ракети AGM-130 та протибункерні бомби GBU-28. Також F-15E часто застосовували протирадіолокаційні ракети AGM-88 HARM для боротьби з югославською ППО. Військові дії завершилися 10 червня 1999 року поразкою Югославії, а в кінці червня F-15E повернулися в місця своєї постійної дислокації.

#### Операція «Нескорена свобода»

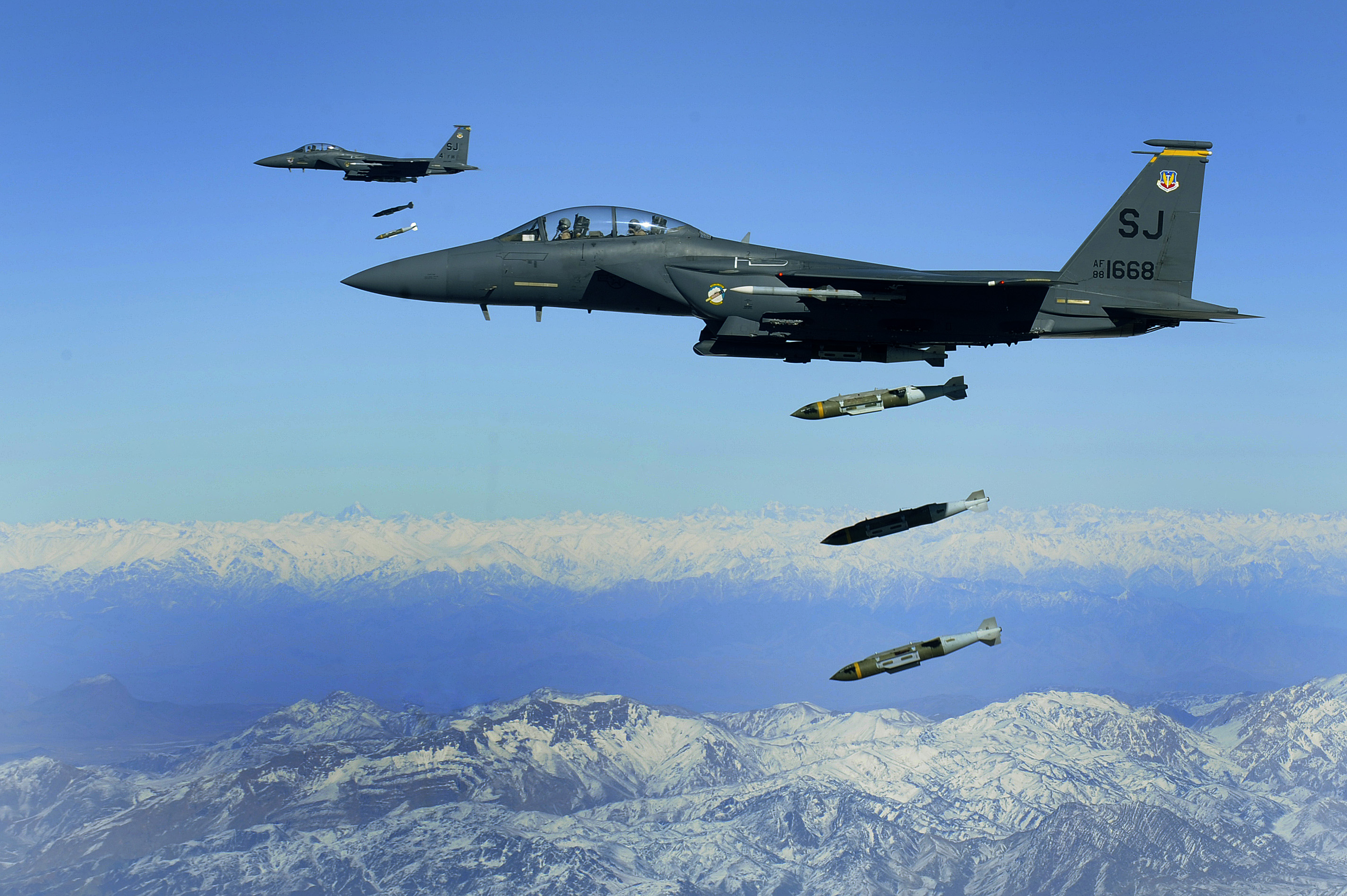
F-15E із 336-ї експедиційної винищувальної ескадрильї скидають 2000-фунтові бомби на ціль у Східному Афганістані. (26 листопада 2009 року)

У відповідь на теракти 11 вересня 2001 року США розпочали війну проти міжнародного тероризму. Першою ціллю став Афганістан, яким керували таліби та де знаходилися основні бази «Аль-Каїди». Військова операція в Афганістані дістала назву «Нескорена свобода». Перші американські війська для участі в операції були розгорнуті вже 19 вересня 2001 року, включаючи 391-шу винищувальну ескадрилью, укомплектованому F-15E. Вона була розміщена на авіабазі Ахмед аль Джабер у Кувейті. Операція розпочалася 7 жовтня; уже в перший день бойових дій авіація та ППО талібів були практично знищені. Єдиними протиповітряними засобами талібів залишалися переносні зеніті ракетні комплекси Стріла-2 та FIM-92 Stinger, а також зенітна артилерія, які були ефективні лише на низьких висотах. Тому загроза для авіації союзників у небі Афганістану стала мінімальною.
У перші дні операції F-15E не брали участі в авіанальотах на Афганістан, тому що не вдалося отримати дозвіл на розміщення літаків в одній із сусідніх з Афганістаном країн. Але вже 17 жовтня F-15E здійснили перші авіаудари по території Афганістану. В перші тижні операції «ударні орли» завдавали ударів по військовій інфраструктурі талібів, складах постачання, тренувальних таборах «Аль-Каїди» та печерах, у яких знаходились важливі цілі.
Для враження цілей широко застосовувалися ракети AGM-130 та керовані бомби GBU-15. Для знищення укріплених цілей, особливо тих, які знаходилися в печерах, використовували 2000-фунтові бомби GBU-24 та протибункерні GBU-28. Часто «ударні орли» діяли разом із багатоцільовими винищувачами F-16C. Вильоти доводилося здійснювати в обліт території Ірану, що займало багато часу. Через декілька тижнів авіація союзників почала відчувати нестачу цілей для авіаударів, тому що майже всі намічені цілі були знищені. На перше місце виходить безпосередня підтримка союзних військ (80 % всіх вильотів) і здійснення авіаударів за їхнім запитом. При виконанні цих завдань F-15E активно застосовували керовані бомби GBU-12 та вільнопадаючі Mk-82. Через різноманітність цілей F-15E в одному вильоті могли нести кілька різних видів боєприпасів. Наприклад, під час однієї з місій «ударні орли», які брали в ній участь, несли по одній GBU-28, дві GBU-24 та шість GBU-12. Основними цілями на цьому етапі війни стають окремі групи талібів, легкий транспорт та конвої постачання. Це зумовило активне застосування «ударними орлами» свого гарматного озброєння для знищення цілей.

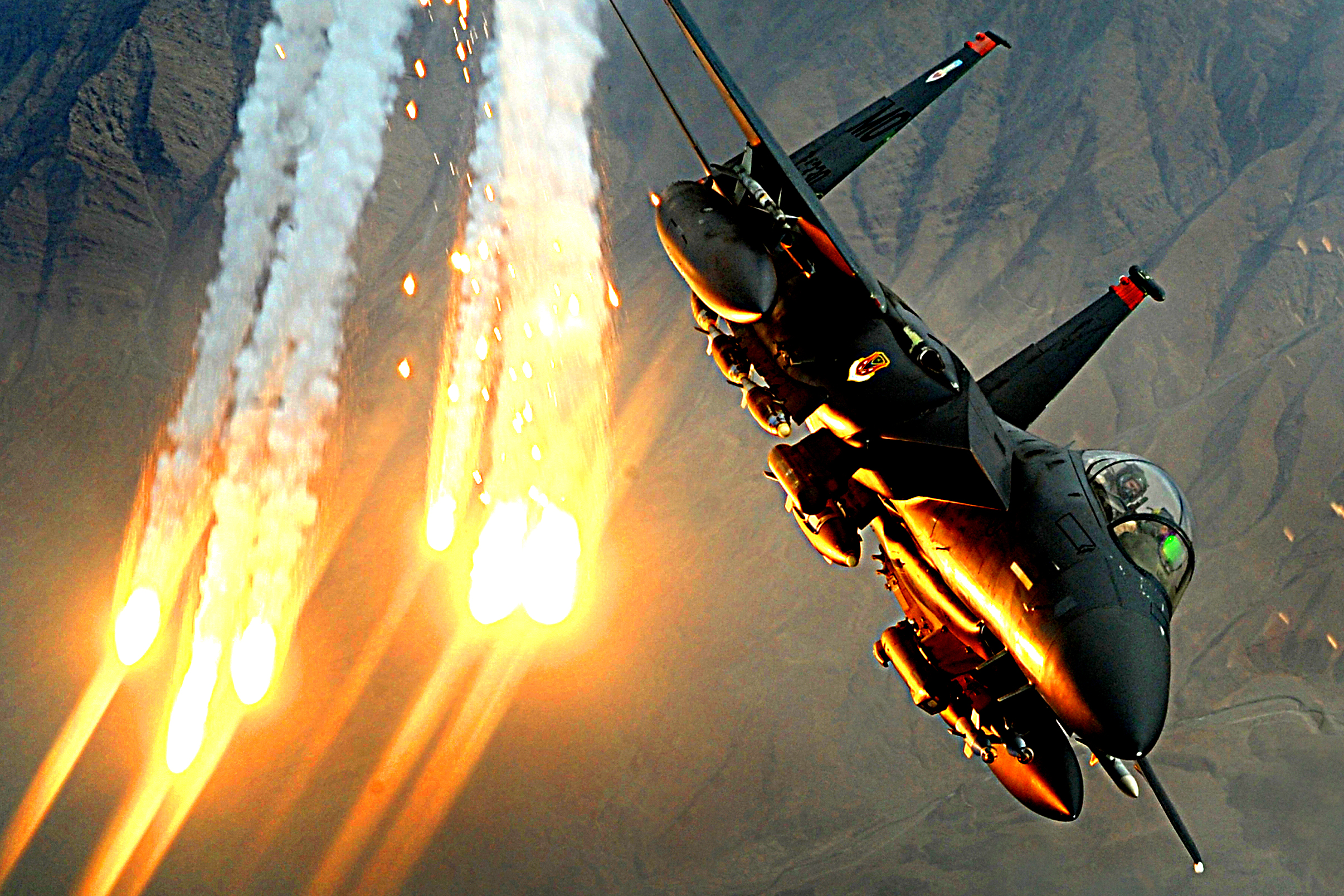
F-15E застосовує теплові приманки. Афганістан, 15 грудня 2008

Вильоти на безпосередню підтримку військ змушували багато часу патрулювати над територіями, де йшли бої, а віддаленість аеродромів базування зумовила тривалий підлітний час. Тому кожен виліт на завдання займав досить багато часу. Один такий виліт чотирьох F-15E із 394-ї винищувальної ескадрильї зайняв 15,5 годин (із них 9 годин вони знаходились над зоною бойових дій). Цей виліт став найдовшим в історії літаків такого класу. Під час нього F-15E атакували два командні пункти талібів та дві будівлі, які імовірно використовувалися противником. При цьому під час вильоту F-15E дозаправлялися в повітрі 12 разів. 21 листопада Узбекистан дозволив використовувати союзникам свою авіабазу біля міста Карши, куди було відразу перекинуто F-15E із складу 48-го винищувального авіакрила. Це дозволило скоротити підлітний час до 15—20 хв..
На початку грудня режим талібів було повалено; війна перейшла в партизанську стадію, а інтенсивність бойових дій значно знизилась. Основними задачами F-15E стали підтримка союзних військ, авіаудари за їхнім запитом та патрулювання афганського повітряного простору. Через те, що війна триває досить довго, авіаційні підрозділи, які мають на озброєнні F-15E, періодично змінюють один одного. Одним із прикладів застосування F-15E на цьому етапі може служити операція «Анаконда» (1—18 березня 2002 року), в якій «ударні орли» здійснювали безпосередню авіаційну підтримку союзних військ та атакували цілі за їхнім запитом. 4 березня F-15E знищили спостережний пункт талібів та завдали удару по мінометній позиції талібів, яка вела вогонь по групі «морських котиків» в долині Шахі-Кот. Під час операції за допомогою гранатомета був збитий вертоліт MH-47E з групою «морських котиків» на борту. Частина спецназівців та членів екіпажу вижила, але була атакована переважаючими силами противника. F-15E були залучені для їх підтримки, вони скинули 11 бомб GBU-12 і провели гарматний обстріл сил талібів у безпосередній близькості від вцілілих спецназівців.
23 серпня 2007 року F-15E помилково скинув 500-фунтову (близько 230 кг) на позиції британських військ, в результаті чого загинуло троє британських солдатів Офіційною причиною інциденту було названо плутанину між авіанавідником та екіпажем літака при координуванні бомбардування. 13 вересня 2009 року F-15E над Північним Афганістаном збив безпілотний літальний апарат MQ-9 Reaper, над яким було втрачено контроль, тому що він міг порушити чужий повітряний простір.

#### Операція «Іракська свобода»

F-15E 494th Fighter Squadron злітає з британської авіабази Лейкенхіт під час операції «Іракська свобода»

Наприкінці 2002 року через напруженість навколо Іраку 4-му винищувальному авіакрилу з авіабази Сеймур Джонсон (Північна Кароліна) було наказано тримати в готовності для передислокації до Перської затоки мінімум одну ескадрилью. В січні 2003 року 336-та винищувальна ескадрилья в складі 24 літаків була розгорнута на авіабазі Аль-Удейд (Доха, Катар). В кінці січня F-15E почали польоти в підтримку операції «Південна варта», вони зазвичай виконували патрульні і розвідувальні завдання, а екіпажі додатково знайомилися з регіональною специфікою та місцевими правилами ведення бою. Крім того, «ударні орли» здійснювали численні атаки на цілі в західному та південному Іраку. Авіаудари здійснювалися по радарах, станціях радіозв'язку, командних пунктах та засобах протиповітряної оборони. Наприклад, в одну з ночей чотири F-15E за допомогою авіабомб GBU-24 знищили штаб Республіканської Гвардії в Басрі, в той час інша четвірка F-15E знищила штаб місцевого сектора ППО шістьма бомбами GBU-10.
До кінця лютого 336-та винищувальна ескадрилья отримала додаткові екіпажі з інших ескадрилей, які мають на озброєнні F-15E. Це 333-тя, 334-та (авіабаза Сеймур Джонсон) та 391-ша винищувальні ескадрильї (авіабаза Маунтін-Гоум, штат Айдахо). Таким чином була досягнута чисельність у чотири екіпажі на один літак. На початку березня 336-й ескадрильї були передані літаки та особовий склад 335-ї винищувальної ескадрильї. F-15E продовжували протягом березня, до офіційного початку операції «Іракська свобода», завдавати авіаударів по цілям на території Іраку, з метою підірвати військовий потенціал іракської армії та полегшити проведення операції. Наприклад, під час таких ударів F-15E знищили іракську систему протиповітряної оборони та радарів раннього попередження на кордоні Іраку з Йорданією. Це дозволило американським F-16 та гелікоптерам, коли почалася війна, здійснювати вильоти з території Йорданії. Також F-15E знищили декілька іракських радарів та радіостанцій біля авіабази «Н3» (кодове позначення бази американцями). Під час цих місій F-15E зустрічали запеклий опір з боку іракської ППО.

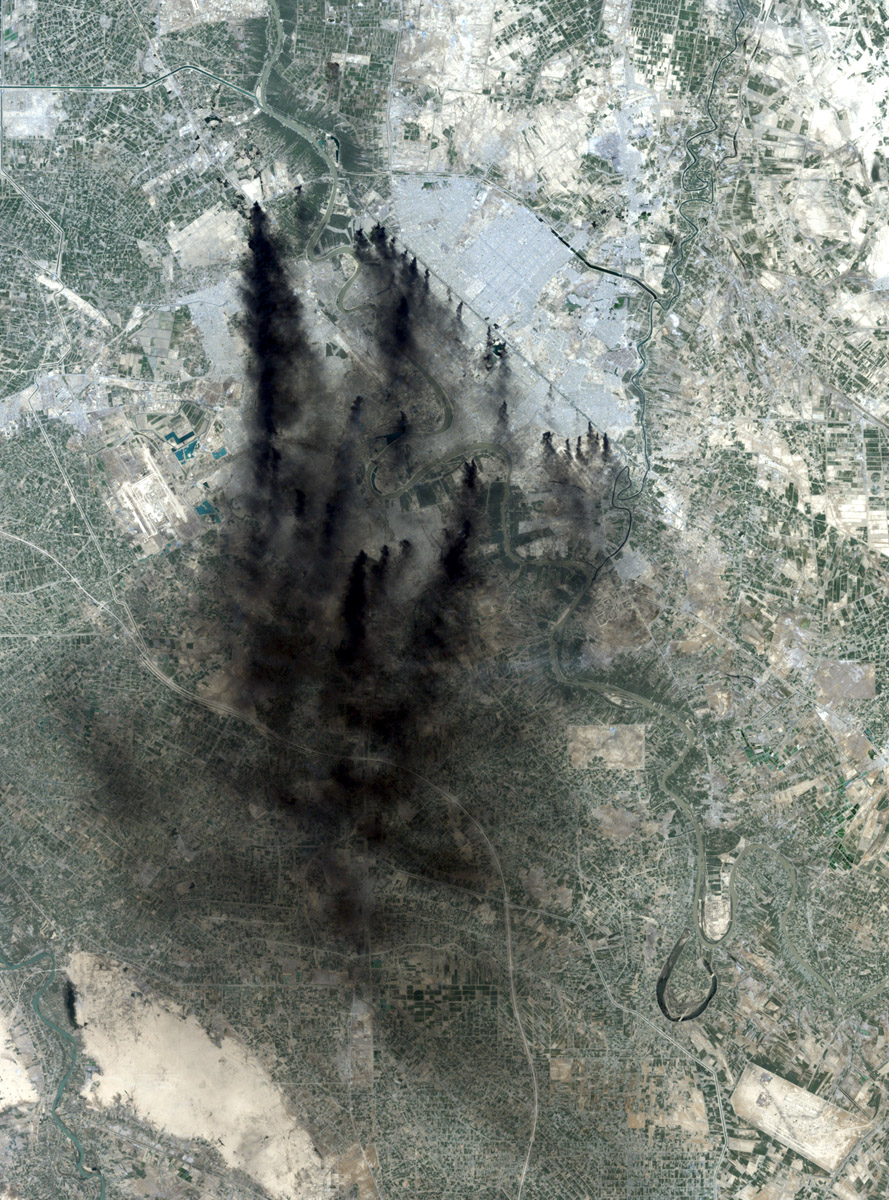
На супутниковому фото, зробленому 2 квітня 2003 р., Багдад після бомбардувань авіацією союзників

19 березня, майже за добу до офіційного оголошення війни, F-117 здійснили удар по імовірному місцю перебування Саддама Хусейна. Паралельно з тим F-15E скинули протибункерні бомби GBU-28 на цілі біля авіабази «Н3». 20 березня, коли війна офіційно розпочалася, F-15E завдали удару ракетами «повітря-земля» AGM-130 по стратегічно важливих комунікаціях, командних пунктах та інших ключових цілях у Багдаді. При цьому кількість промахів була мінімальною, майже всі ракети вразили намічені цілі, можливою причиною такого результату була тісна взаємодія «ударних орлів» з літаками радіоелектронної боротьби Grumman EA-6B Prowler.
3 квітня 2003 р. екіпаж F-15E помилково прийняв американську реактивну систему залпового вогню М270 за іракський ЗРК і скинув на неї 500-фунтову (230-кг) бомбу з лазерним наведенням, убивши трьох і поранивши п'ятьох американських військовослужбовців. 6 квітня F-15E (88-1694), керований екіпажем у складі капітана Еріка Даса та майора Вільяма Воткінса, здійснив критично важливе задання по підтримці спецпідрозділу в тилу противника. Наступного дня їхній літак було збито вогнем ППО біля Тікріту, при цьому обидва члени екіпажу загинули. Згодом кожен із них був посмертно нагороджений за свої дії медаллю «Пурпурне серце» та Хрестом льотних заслуг.
Під час війни «ударним орлам» було зараховано знищення 60 % сил дивізії «Медіна», яка входила до складу елітної Республіканської гвардії. В результаті ударів по аеродромах противника F-15E знищили на землі 65 іракських бойових літаків, також на їх рахунку знищення ключових об'єктів ППО та командних пунктів у Багдаді. Під час війни F-15E тісно співпрацювали з багатоцільовими винищувачами F-16 та бомбардувальниками F-117 ПС США, австралійськими винищувачами-бомбардувальниками F/А-18 та британськими винищувачами-бомбардувальниками «Торнадо» IDS.

#### Операція «Одіссея. Світанок»

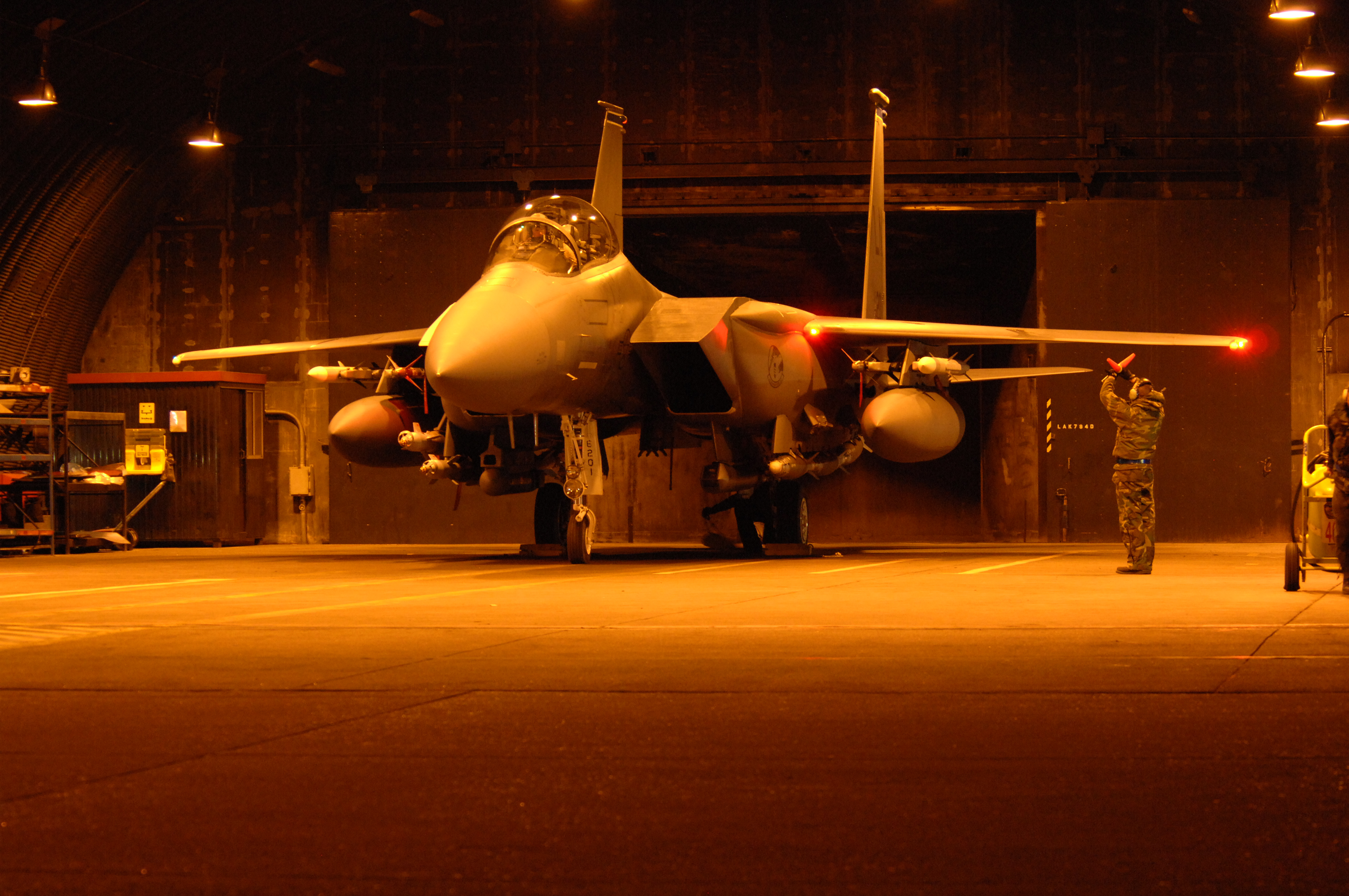
F-15E з 492-ї винищувальної ескадрильї, який бере участь в операції «Одіссея. Світанок», готується до вильоту з британської авіабази Лейкенхіт (19.03.2011)

Після прийняття Резолюції Ради Безпеки ООН 1973 від 17 березня 2011 року, 18 F-15E 48-го винищувального авіакрила американських ПС були розгорнуті для встановлення безпольотної зони над Лівією в рамках операції «Одіссея. Світанок». Вона розпочалася 19 березня, основним завданням для союзної авіації в перші дні операції була нейтралізація лівійської ППО. Уже на третій день бойових дій усі виявлені ЗРК С-75, С-125 та С-200 були знищені, але залишилися мобільні ЗРК «Куб» та «Оса», які представляли загрозу для авіації союзників.
21 березня F-15E (91-304), який вилетів на завдання з авіабази Авіано, розбився в 40 км на південний захід від міста Бенгазі через технічні проблеми. Обоє членів екіпажу успішно катапультувалися і приземлилися на території, контрольованій лівійськими повстанцями. Для їх евакуації була проведена операція 26-м експедиційним підрозділом морської піхоти США, в якій були задіяні один конвертоплан MV-22, при підтримці двох штурмовиків AV-8В, двох вертольотів CH-53E Super Stallion та транспортного літака KC-130J Super Hercules; евакуація пройшла успішно, пілоти були врятовані. 22 березня лівійська система ППО була придушена, тому союзна авіація переключилася на удари по наземних силах Каддафі. Операція «Одіссея. Світанок» завершилася 31 березня, коли командування всіма повітряними операціями було передано від США до НАТО, які продовжилися вже в рамках операції «Unified Protector».

### Ізраїль

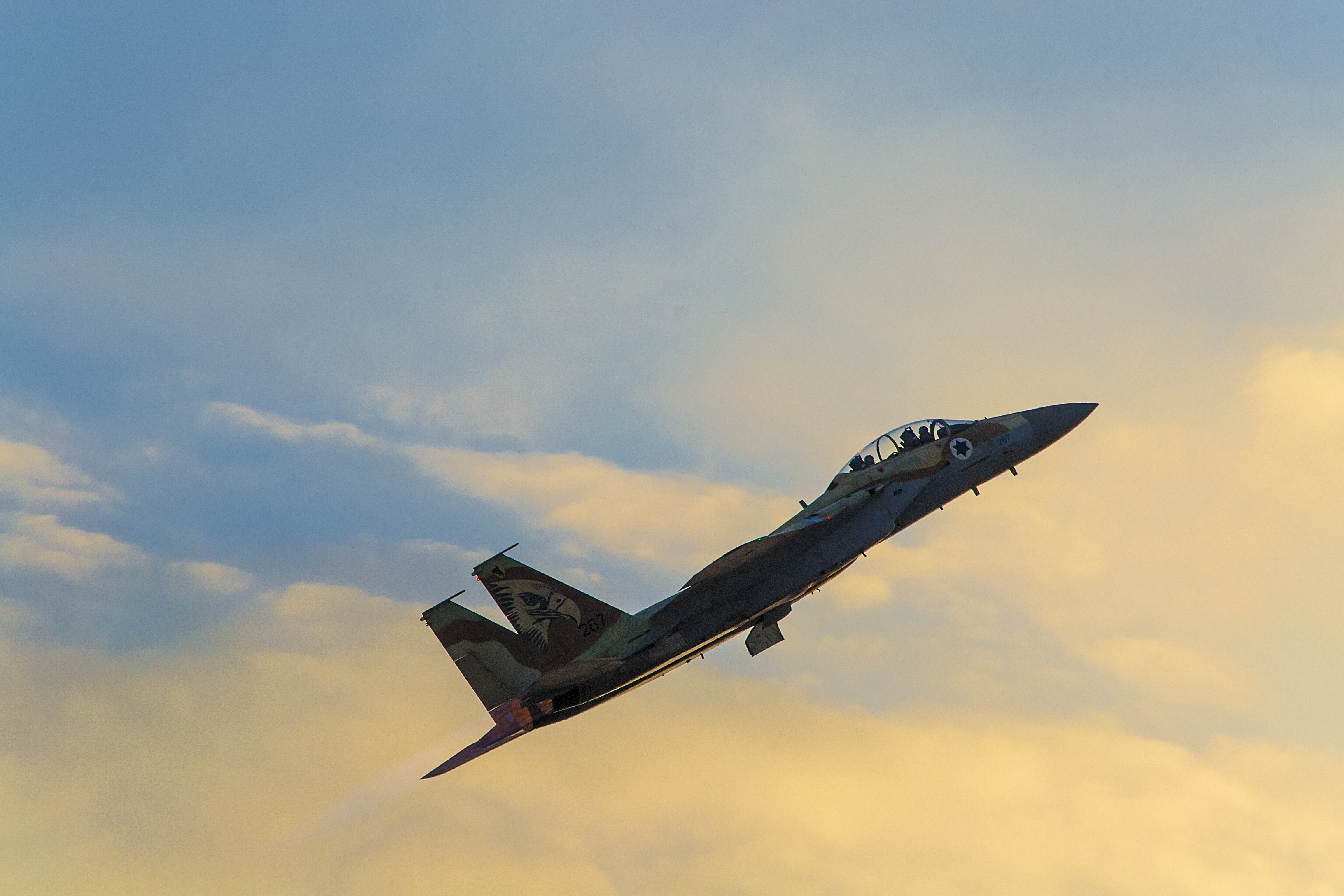
F-15I ізраїльських ПС у польоті (27.12.2012).

Після війни в Затоці, під час якої Ізраїль обстрілювався ракетами Р-17, його керівництво усвідомило необхідність мати ударний літак із великим радіусом дії. Ізраїльський уряд ухвалив рішення закупити такі літаки і зробив відповідний запит авіавиробникам. На нього відгукнулися американські компанії Lockheed Martin, яка запропонувала спеціальну версію F-16, та McDonnell Douglas, яка запропонувала F/А-18 та F-15Е. 27 січня ізраїльський уряд оголосив, що закупить 21 F-15I, модифікацію F-15Е. 12 травня 1994 року американський уряд дав дозвіл на закупку, але при умові, що замовлення буде збільшене до 25 літаків. Ізраїльський уряд погодився на такі умови і в листопаді 1995-го зробив замовлення на 25 F-15I з двигунами Pratt & Whitney F100-PW-229 вартістю 1,76 млрд доларів. Виробництво літаків тривало з 1996 по 1998 рік. Церемонія передачі першого літака ізраїльським ПС пройшла 6 листопада 1997 року. Перші два F-15I прибули в Ізраїль 19 січня 1998 року. Всі F-15I експлуатуються в складі 69-ї ескадрильї «Молоти», в якій вони замінили F-4 Phantom II. На початку 1999 року ізраїльське розглядало можливість купівлі додаткової партії F-15I, але згодом відмовилося від цих планів на користь закупки додаткової кількості F-16І.
F-15I досягнули експлуатаційної готовності в 1999 році, хоча ще в жовтні 1998-го 3 літаки взяли участь у спільних із США навчаннях «Червоний прапор». Ізраїль до покупки F-15I мав на озброєнні інші версії F-15 і всю необхідну для їх експлуатації та обслуговування інфраструктуру. Це значно знизило затрати часу та коштів на освоєння нових літаків. Крім того Ізраїль випускав ряд вузлів та агрегатів для F-15I, що істотно полегшувало їх постачання. Свій перший бойовий виліт F-15I здійснили 11 січня 1999 року, завдавши авіаудару по території південного Лівану. Після цього вони залучалися для підтримки виведення ізраїльських військ із території південного Лівану в травні 2000-го. У 2001 р. F-15I вперше взяли участь у міжнародному авіашоу, яке відбулося на британській авіабазі Waddington.

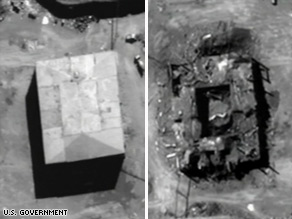
Будівля, знищена ізраїльськими F-15I під час операції «Orchard», до бомбардування (ліворуч) і після нього (праворуч).

F-15І активно застосовувалися під час Другої інтифади та операції «Литий свинець». Основним їх завданням було здійснення точних авіаударів по об'єктах, які використовували бойовики. При цьому такі цілі, як правило, знаходилися в межах населених пунктів, що значно ускладнювало удари по них. Під час Другої ліванської війни в 2006 році F-15I здійснили 1400 вильотів, налітавши сумарно 2300 годин. Це більше, ніж зробив будь-який інший ізраїльський бойовий літак у цьому конфлікті. Основним заданням F-15I в ньому була безпосередня підтримка своїх військ і знищення цілей за їхнім запитом. Для таких завдань F-15I відмінно підходив, тому що мав бойове навантаження і тривалість польоту більшу, ніж будь-який інший літак ПС Ізраїлю. Саме через ці якості на F-15I покладалися завдання по знищенню стратегічно важливих цілей противника. Наприклад, операція «Поза межами», проведена 6 вересня 2007 року, під час якої 10 F-15I під прикриттям F-16I знищили ціль на території Сирії, яку Ізраїль вважав споруджуваним ядерним реактором. Екіпажі F-15І також готуються до можливого здійснення ударів по іранських ядерних об'єктах.

### Саудівська Аравія
В грудні 1992 року Саудівська Аравія та компанія McDonnell Douglas підписали контракт на постачання 72 F-15S (варіант F-15Е для ПС Саудівської Аравії) на суму $9 млрд. Спочатку Саудівська Аравія планувала закупити одномісну версію F-15Е — F-15F, але американський Конгрес заборонив їх продаж до цієї країни. Виробництво та поставки F-15S тривали з 1996 по 1998 роки В жовтні 2007 р. Саудівська Аравія закупила в компанії General Electric 65 двигунів GE F110-GE-129C А-15S на суму 300 млн $. Перше бойове застосування саудівських «ударних орлів» відбулося в листопаді 2009 року. F-15S разом із бомбардувальниками Tornado завдавали серію авіабомбових ударів по шиїтських повстанцях на півночі Ємену. Це був перший випадок, коли ПС Саудівської Аравії взяли участь у бойових діях з часів операції «Буря в пустелі» в 1991 році.
В жовтні 2010 року Саудівська Аравія зробила запит на закупку 84 F-15SA та модернізацію існуючого парку F-15S до рівня SA. Спочатку близькосхідна країна цікавилася F-15SE, але була вимушена відмовитися від його закупок і зупинитися на простішій версії F-15SA. 29 грудня 2011 року Саудівська Аравія підписала великий оборонний контракт на суму 29,4 млрд $, в який включена закупка 84 F-15SA і модернізацію до їх рівня 68-ми F-15S, що вже стоять на озброєнні. Також за цим контрактом буде закуплена велика кількість озброєння, додаткових систем та запасних деталей для саудівських літаків. Серед них ракети «повітря-повітря» AIM-9X (500 одиниць) та AIM-120C/7 (500); високоточні боєприпаси класу «повітря-земля» GBU-24 Paveway III (1100), GBU-31B V3 JDAM (1000), CBU-105D/B SFW/WCMD (1300); протикорабельні ракети AGM-84 Block II Harpoon (400) та протирадіолокаційні ракети AGM-88B HARM (600); 11000 вільнопадаючих (некерованих) авіабомб (Mk 82 Mk 84); 169 систем інфрачервоного пошуку та наведення AN/AAS-42, 158 систем прицілювання AN/AAQ-33 Sniper та інше озброєння й обладнання. Підписання контракту зустріло занепокоєння ряду американських політиків та ізраїльського керівництва через можливу загрозу безпеці Ізраїлю. Але адміністрація Барака Обами підтримала продаж озброєння Саудівській Аравії через політичні та фінансові вигоди. Підготовка саудівських екіпажів та технічного персоналу для F-15SA розпочнеться в 2014 році. Перші літаки замовник отримає в 2015 році, а звершення поставок планується в 2019 році.

### Республіка Корея
У 2002 році південнокорейський уряд ухвалив рішення закупити в рамках програми «F-X» 40 F-15К для своїх повітряних сил. Перед закупкою було проведено конкурс, в якому, окрім F-15К, брали участь Dassault Rafale, Eurofighter Typhoon та Су-35. Поставки перших літаків розпочалися в 2005 році. При цьому в рамках офсетної угоди південнокорейські підприємства випускали 40 % комплектуючих для літака та здійснювали 25 % його збирання. 25 квітня 2008 р. керівництво країни замовило ще одну партію із 21 F-15К загальною вартістю 2,3 млрд $, покупка проводилася в рамках другої фази програми «F-X». Метою купівлі літаків була заміна F-5А/В, які були зняті з озброєння в серпні 2007 року. Всі поставки літаків були завершені 2 квітня 2012 року. Під час експлуатації було втрачено один F-15К, який розбився 7 липня 2006 року. Південнокорейські ПС планують експлуатувати F-15К до 2060 року.

### Сингапур

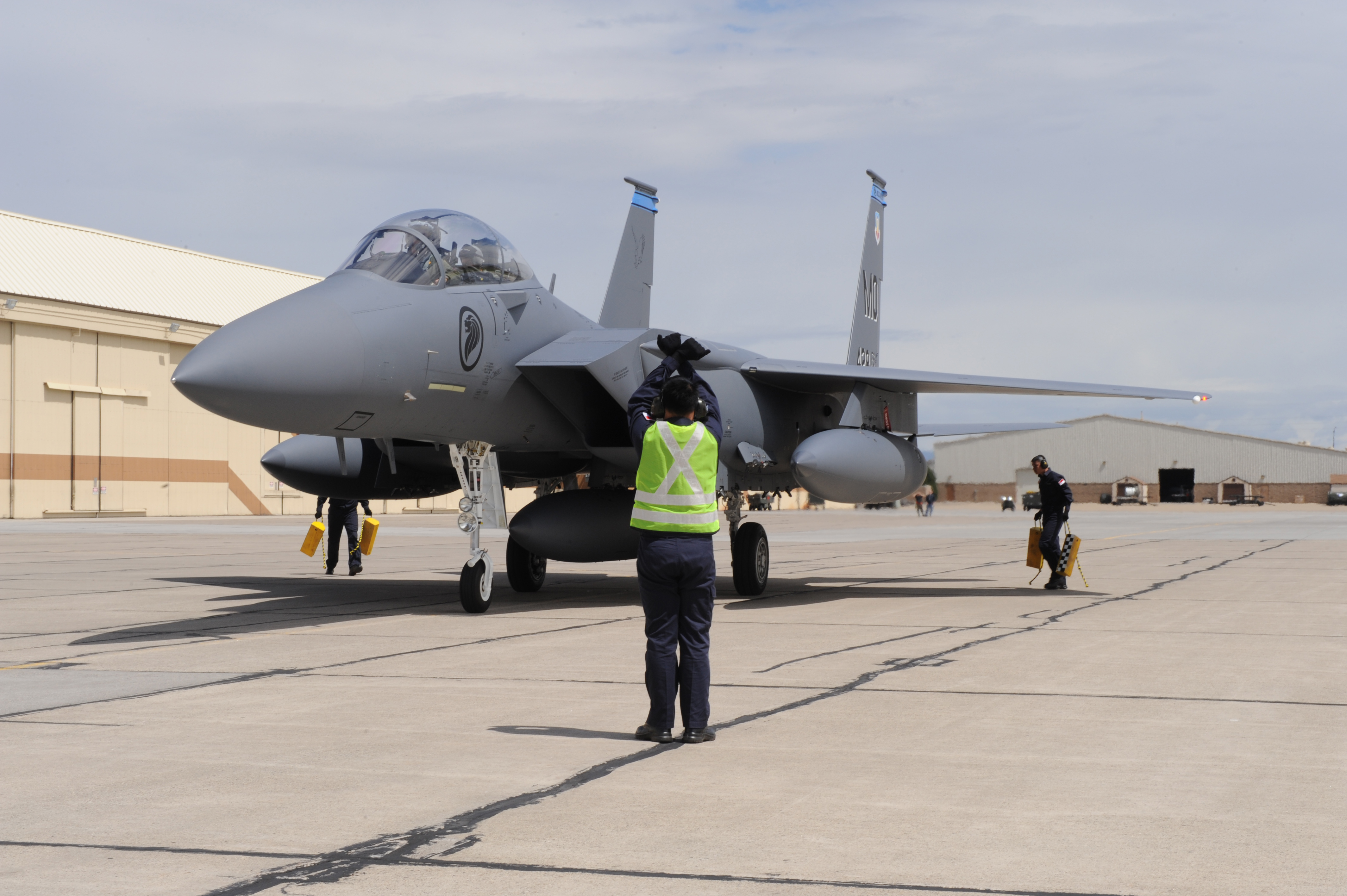
F-15SG 428-ї винищувальної ескадрильї на авіабазі Mountain-Home, США.

Керівництво Сингапуру вибрало F-15SG як переможця конкурсу «Винищувач нового покоління» (Next Generation Fighter, або NGF) 6 вересня 2005 року, основним конкурентом американського літака був французький Dassault Rafale. Купівля F-15SG була викликана необхідністю замінити застарілі штурмовики A-4SU Super Skyhawk американського виробництва. Спочатку сингапурське міністерство оборони замовило 12 літаків з опціоном ще на 8, який було реалізовано 22 вересня 2007 р. Пізніше було замовлено додатково 4 F-15SG, таким чином загальний обсяг замовлення зріс до 24 літаків. Окрім літаків, Сингапур замовив для них озброєння та додаткове обладнання загальною вартістю 741 млн $, а саме ракети «повітря-повітря» AIM-120С та AIM-9X, високоточні авіабомби GBU-38 JDAM та AGM-154 JSOW, окуляри нічного бачення для екіпажу AN/AVS-9 та термінали передачі даних Link 16. Перший F-15SG покинув складальний цех 3 листопада 2008 року, а перші чотири літаки були передані замовнику 7 травня 2009 року. Усі поставки були завершені наприкінці 2012 року, коли Boeing передав Сингапуру останній замовлений F-15SG. Отримані Сингапуром літаки були зведені у дві ескадрильї: 149-ту «Shikra» та 428-му винищувальну. При цьому 428-ма винищувальна ескадрилья, в складі 10 F-15SG та 180 чоловік особового складу, постійно дислокується на авіабазі Mountain-Home в американському штаті Айдахо та номінально входить до складу 366-го винищувального авіакрила ПС США. Ескадрилья виконує навчальні функції, а її перебування на території іншої країни зумовлено тим, що невелика площа Сингапуру (622 км²) не дозволяє здійснювати повноцінну підготовку екіпажів для F-15SG та підтримувати їхні бойові навички. За чинними домовленостями між країнами, сингапурські літаки перебуватимуть на території США до 2034 року.

## На озброєнні
| Країни, які експлуатують F-15E Strike Eagle | Країни, які експлуатують F-15E Strike Eagle | Країни, які експлуатують F-15E Strike Eagle   | Країни, які експлуатують F-15E Strike Eagle                                                   |
| Варіанти                                    | Кількість                                   | Експлуатанти                                  | Країни, які продовжують експлуатацію F-15 та F-15E Країни, які продовжують експлуатацію F-15E |
| ------------------------------------------- | ------------------------------------------- | --------------------------------------------- | --------------------------------------------------------------------------------------------- |
| F-15E                                       | 219                                         | Повітряні сили США                            | Країни, які продовжують експлуатацію F-15 та F-15E Країни, які продовжують експлуатацію F-15E |
| F-15S                                       | 68                                          | Королівські повітряні сили Саудівської Аравії | Країни, які продовжують експлуатацію F-15 та F-15E Країни, які продовжують експлуатацію F-15E |
| F-15I                                       | 25                                          | Повітряні сили Ізраїлю                        | Країни, які продовжують експлуатацію F-15 та F-15E Країни, які продовжують експлуатацію F-15E |
| F-15K                                       | 60                                          | Повітряні сили Республіки Корея               | Країни, які продовжують експлуатацію F-15 та F-15E Країни, які продовжують експлуатацію F-15E |
| F-15SG                                      | 24                                          | Повітряні сили Сингапуру                      | Країни, які продовжують експлуатацію F-15 та F-15E Країни, які продовжують експлуатацію F-15E |
| Всього                                      | 396                                         |                                               | Країни, які продовжують експлуатацію F-15 та F-15E Країни, які продовжують експлуатацію F-15E |

## Втрати та нещасні випадки

### Республіка Корея
7 червня 2006 року F-15K розбився під час нічного тренувального польоту в Японському морі біля Поханга, при цьому обоє членів екіпажу загинули. Причиною авіакатастрофи названа втрата пілотами свідомості на деякий час, що в свою чергу призвело до втрати контролю над літаком.

### Саудівська Аравія
1 січня 2002 року F-15S (с/н SA0369211, 92-га ескадрилья, авіабаза «Король Абдель-Азіз») розбився через технічні неполадки в 90 милях від авіабази «Король Абдель-Азіз» в Східній провінції під час нічного тренувального польоту. В результаті нещасного випадку обоє членів екіпажу загинули.
21 січня 2004 року F-15S (бортовий номер 9219, 92-га ескадрилья, авіабаза «Король Абдель-Азіз») розбився через технічні неполадки, в результаті авіакатастрофи обоє членів екіпажу загинули.
У вересні 2005 року був втрачений один F-15S (бортовий номер 5505, 55-та ескадрилья).

### США
30 вересня 1990 року F-15Е (с/н 87-0203, 336-та тактична винищувальна ескадрилья, 4-те тактичне винищувальне авіакрило) розбився під час тренувального польоту на території Оману в 63 милях на північ від міста Тумраїт, обоє членів екіпажу загинули. Нещасний випадок стався через помилку пілота.
18 січня 1991 року F-15Е (с/н 88-1689, 335-та тактична винищувальна ескадрилья, 4-те тактичне винищувальне авіакрило) був збитий зенітною артилерією біля міста Басра (Ірак), обоє членів екіпажу загинули. Літак брав участь в авіанальоті на завод паливно-мастильних матеріалів у Басрі.
20 січня 1991 року F-15Е (с/н 88-1692, 4-те тактичне винищувальне авіакрило) був збитий ЗРК С-75 неподалік міста Al Quaim (Ірак) під час вильоту на пошук ракетних комплексів Р-17. Обоє членів екіпажу успішно катапультувались, але згодом потрапили в полон.
10 серпня 1992 року F-15Е (с/н 89-0479, 57-ме винищувальне авіакрило) розбився під час тренувального вильоту біля міста Лас-Вегас, штат Невада, обоє членів екіпажу загинули в результаті невдалого катапультування на висоті всього 12,5 м. Причиною падіння літака названа втрата керування під час маневрування.
16 вересня 1994 року F-15Е (с/н 91-0601, 494-та винищувальна ескадрилья, 48-ме винищувальне авіакрило) отримав пошкодження в результаті зіткнення з птахом під час польоту над територією Уельсу. Оператор озброєння катапультувався, а пілот капітан Бредлі Роберт зміг успішно посадити пошкоджений літак на британській авіабазі «Valley» на острові Анґлсі, Уельс, за що був пізніше нагороджений.
18 квітня 1995 року (с/н 89-0504, 336-та винищувальна ескадрилья, 4-те тактичне винищувальне авіакрило) розбився на узбережжі Атлантичного океану в штаті Північна Кароліна під час патрулювання. Оператор озброєння капітан Денніс Уайт загинув, пілот капітан Брайан Джей Уделл успішно катапультувався і був підібраний силами берегової охорони.
11 липня 1997 року F-15Е (с/н 89-0491, 334-та винищувальна ескадрилья, 4-та оперативна група) розбився під час тренувального польоту в окрузі Дер, Північна Кароліна, обоє членів екіпажу успішно катапультувалися. Аварія сталася через пожежу в двигунах.
21 жовтня 1998 року F-15Е (с/н 89-0497, 391-ша винищувальна ескадрилья, 366-те винищувальне авіакрило) розбився під час нічного тренувального польоту біля аеродрому McDermott в штаті Орегон, обоє членів екіпажу загинули.
12 вересня 2000 року F-15Е (с/н 96-0203, 492-га винищувальна ескадрилья, 48-ме винищувальне авіакрило) отримав серйозні пошкодження внаслідок невдалого приземлення на авіабазі Lakenheath у Великій Британії, при цьому обоє членів екіпажу були травмовані. Сильно пошкоджений літак вирішили не відновлювати і він був списаний. Нещасний випадок стався через розрив шини шасі під час посадки.

## Тактико-технічні характеристики
Джерела даних: льотний посібник ПС США для F-15E (TO 1F-15E-1), інформаційний бюлетень ПС США та компанія Boeing.

### Технічні характеристики

Схема F-15 в 3 проекціях

- Екіпаж: 2 особи (пілот та офіцер систем озброєння)
- Довжина: 19,4 м
- Розмах крила: 13,05 м
- Висота: 5,63 м
- Площа крила: 56,5 м²
- Профіль крила: NACA 64A006.6 корінь крила, NACA 64A203 законцювання крила
- Маса порожнього: 14 300 кг
- Маса спорядженого: 28 440 кг
- Маса максимальна злітна: 36 700 кг
- Маса палива:
  - У внутрішніх паливних баках: 5952 кг
  - У двох конформних паливних баках: 5474 кг
  - Загальна без підвісних паливних баків: 11426 кг
  - В трьох підвісних паливних баках: 6927 кг
- Двигун: 2 × ТРДДФ Pratt & Whitney F100-229
  - Максимальна тяга: 2 × 79,18 кН
  - Форсажна тяга: 2 × 129 кН

### Льотні характеристики
- Максимальна швидкість:
  - на великій висоті (12 000 м): 2,5 Маха (~2655 км/год)
  - на малій висоті (200 м): 1,2 Маха (~1470 км/год)
- Крейсерська швидкість: 917 км/год
- Дальність польоту: 3900 км (з паливом в обох КПБ і 3-х ППБ)
- Бойовий радіус:
  - При польоті за змішаним профілем з ППБ: 1270 км
  - На малій висоті: 600 км
  - На малій висоті з ППБ: 800 км
- Практична стеля: 18 300 м
- Швидкопідйомність: 254 м/с (15 240 м/хв)
- Максимальне експлуатаційне перевантаження: +9
- Тягооснащеність: 0,93

### Озброєння

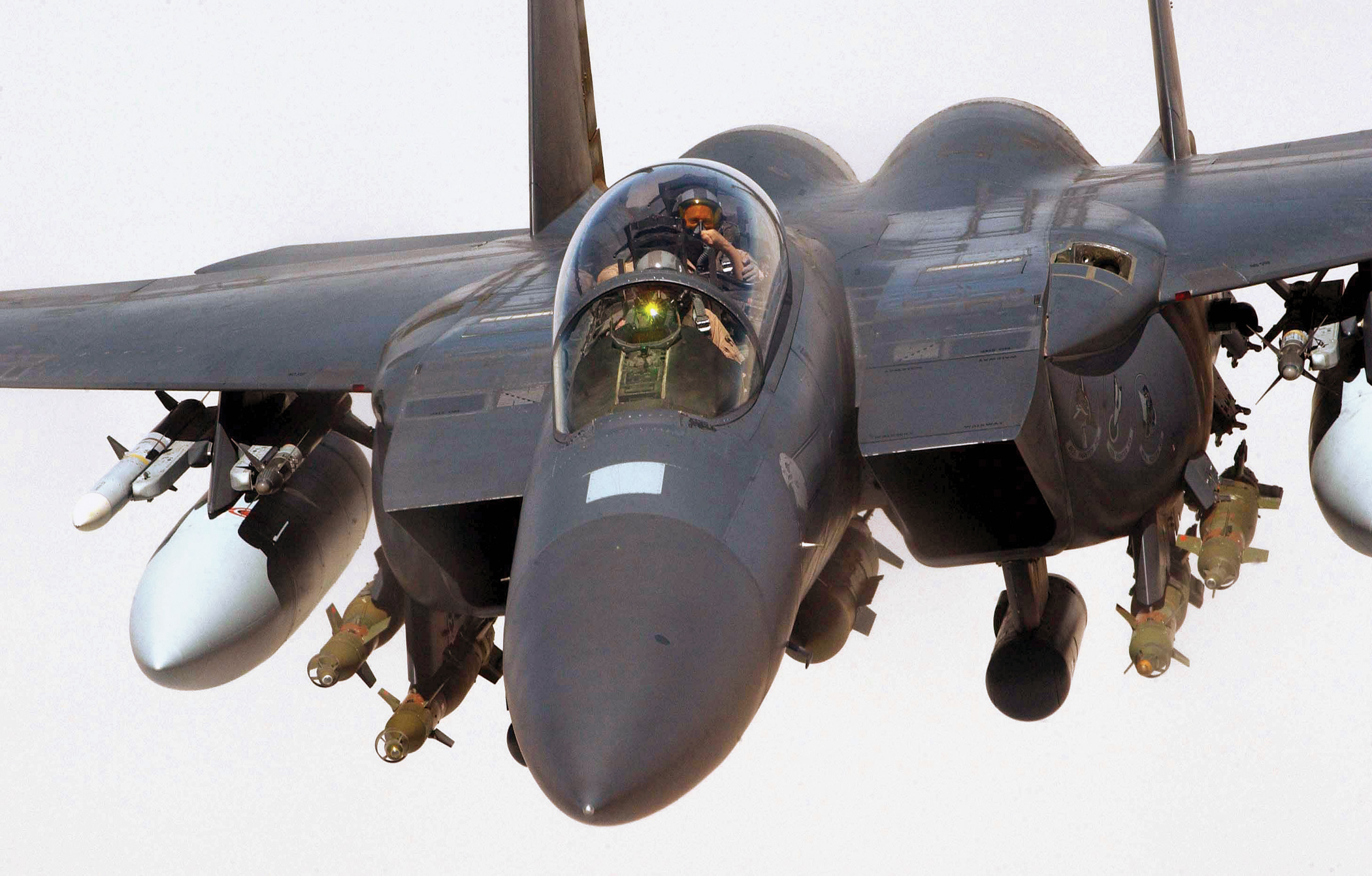
F-15E 494-ї винищувальної ескадрильї в польоті під час операції «Іракська свобода». На фото чітко видно озброєння: 2×AIM-120, 2×AIM-9, 4×GBU-12, а по центру одна GBU-31. (22.04.2004)

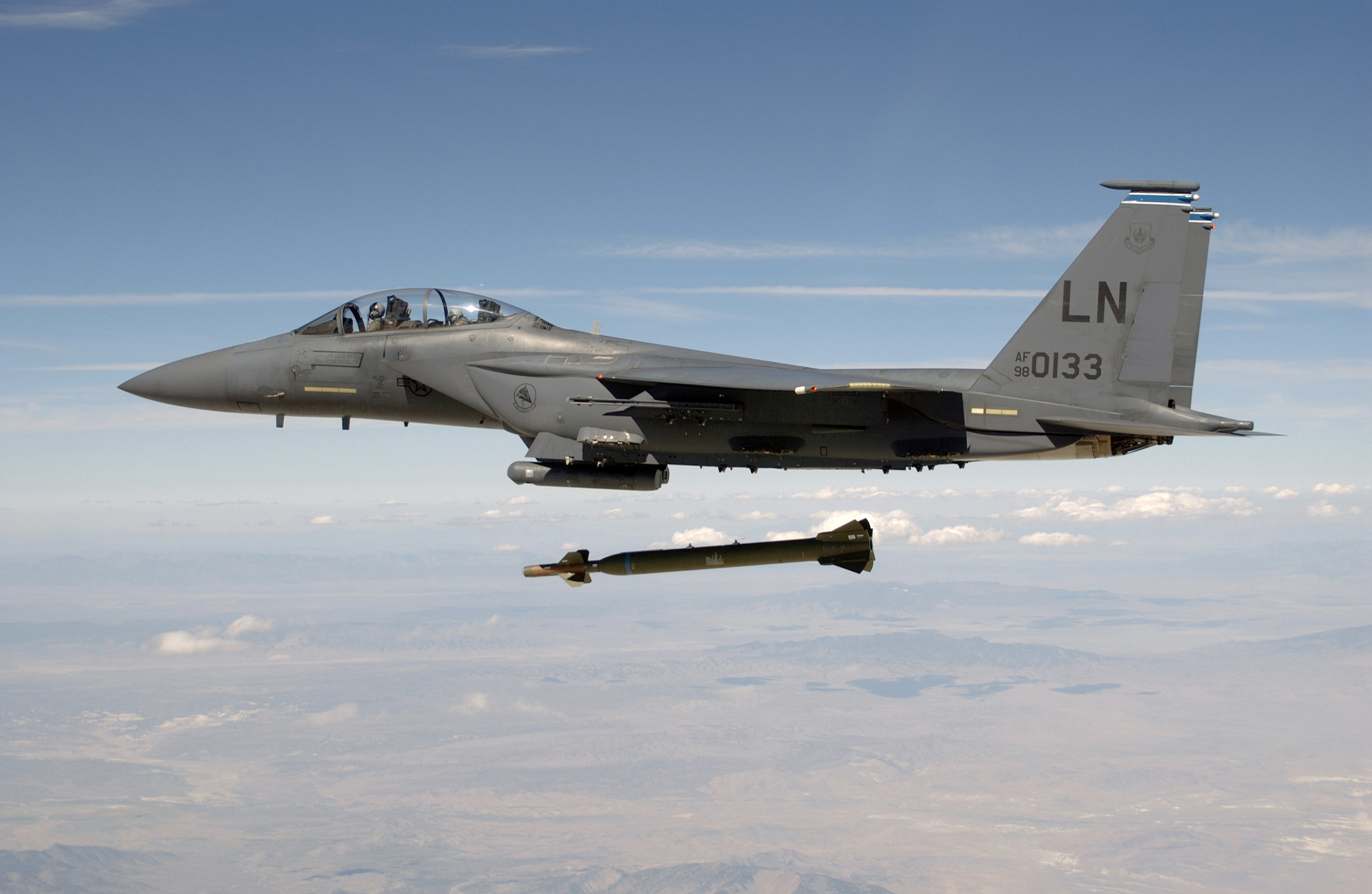
F-15E запускає GBU-28 під час випробувань

- Стрілецько-гарматне: 1×20 мм шестиствольна роторна гармата M61A1 Vulcan; боєзапас — 510 снарядів M56 або PGU-28
- Точок підвіски: 9 (без використання конформних паливних баків), по 1 на крилі, 7 під фюзеляжем.
- Бойове навантаження: до 11 000 кг
- Ракети:
  - Ракети «повітря — повітря»:
    - 4 × AIM-7 Sparrow
    - 4 × AIM-9 Sidewinder
    - 8 × AIM-120 AMRAAM

  - Ракети «повітря — поверхня»:
    - 6 × AGM-65 Maverick
    - AGM-130
    - AGM-84 Harpoon
    - AGM-84Н/K SLAM-ER[en]
    - AGM-154 JSOW
    - AGM-158 JASSM
    - TAURUS KEPD 350 (інтегровані на F-15K ПС Республіки Корея)[156]
- Бомби:
  - Ядерна бомба B61 або B83
  - Mark 82
  - Mark 84
  - CBU-87 Combined Effects Munition
  - CBU-89 Gator[en]
  - CBU-97 Sensor Fuzed Weapon
  - CBU-103 CEM
  - CBU-104 Gator[en]
  - CBU-105[en] SFW
  - CBU-107 Passive Attack Weapon(інші мови)
  - GBU-10 Paveway II
  - GBU-12 Paveway II
  - GBU-15
  - GBU-24 Paveway III
  - GBU-27 Paveway III
  - GBU-28
  - GBU-31 JDAM
  - GBU-38 JDAM
  - GBU-39 SDB
  - GBU-51 Paveway II
  - GBU-54 Laser JDAM
  - GBU-72[157].

### Авіоніка
- РЛС: Raytheon AN/APG-70 для радара із синтезованою апертурою[158] або AN/APG-82
- Підвісний контейнер з радаром AN/ASQ-236[159].